# Amin al-Husayni
Mohammed Amin al-Husseini (ou al-Husayni, em árabe: محمد أمين الحسيني; c. 1897 – 4 de julho de 1974) foi um nacionalista árabe palestino e líder muçulmano no Mandato Britânico da Palestina.  Al-Husseini era descendente da família al-Husayni de nobres árabes de Jerusalém, que traçam suas origens ao profeta islâmico Maomé. 
Husseini nasceu em Jerusalém, Império Otomano em 1897, ele recebeu educação em escolas islâmicas, otomanas e católicas. Em 1912, ele seguiu estudos religiosos salafistas no Cairo. Husseini mais tarde serviu no exército otomano durante a Primeira Guerra Mundial. No final da guerra, ele se estabeleceu em Damasco como um apoiador do Reino Árabe da Síria, mas após seu fim, ele voltou para Jerusalém, mudando seu pan-arabismo para uma forma de nacionalismo palestino. Já em 1920, ele se opôs ativamente ao sionismo e, como líder dos distúrbios de Nebi Musa em 1920, foi condenado a dez anos de prisão, mas perdoado pelos britânicos.   Em 1921, Herbert Samuel, o Alto Comissário Britânico, o nomeou Grande Mufti de Jerusalém, uma posição que ele usou para promover o islamismo enquanto reunia um nacionalismo árabe não confessional contra o sionismo.   Durante o período de 1921-1936, ele foi considerado um importante aliado pelas autoridades britânicas. Sua nomeação pelos britânicos para o papel de grande mufti de toda a Palestina (um novo papel estabelecido pelos britânicos) ajudou a dividir a estrutura de liderança palestina e o movimento nacional. 
Em 1937, escapando de um mandado de prisão por se alinhar como líder da revolta árabe de 1936–1939 na Palestina contra o domínio britânico, ele fugiu e se refugiou no Líbano e depois no Iraque. Ele então se estabeleceu na Itália Fascista e na Alemanha Nazista, com as quais colaborou durante a Segunda Guerra Mundial contra a Grã-Bretanha, solicitando durante uma reunião com Adolf Hitler apoio à independência árabe e oposição ao estabelecimento de um lar nacional judaico na Palestina.  Após o fim da guerra, ele ficou sob proteção francesa e então buscou refúgio no Cairo. Na preparação para a guerra da Palestina de 1948, Husseini se opôs ao Plano de Partilha da ONU de 1947 e ao plano da Jordânia de anexar a Cisjordânia. Não conseguindo obter o comando do Exército de Libertação Árabe da Liga Árabe, Husseini construiu sua própria milícia, o Exército da Guerra Santa. Em setembro de 1948, ele participou do estabelecimento de um Governo de toda a Palestina na Faixa de Gaza governada pelo Egito, mas esse governo obteve reconhecimento limitado e acabou sendo dissolvido pelo Egito em 1959. Após a guerra e a expulsão e fuga palestina de 1948, suas reivindicações de liderança foram desacreditadas e ele acabou sendo marginalizado pelo estabelecimento da Organização para a Libertação da Palestina em 1964. Ele morreu em Beirute, Líbano, em julho de 1974.
Husseini foi e continua sendo uma figura altamente controversa. Historiadores discutem se sua feroz oposição ao sionismo se baseava em nacionalismo ou antissemitismo, ou uma combinação de ambos. Opositores do nacionalismo palestino apontaram para a residência de Husseini durante a guerra e suas atividades de propaganda na Alemanha Nazista para associar o movimento nacional palestino ao antissemitismo na Europa. Historiadores também observam que Husseini não foi o único líder nacionalista não europeu a cooperar com a Alemanha Nazista contra a Grã-Bretanha, citando exemplos de cooperação com indianos, libaneses e até mesmo com o grupo militante judeu Lehi. 

## Biografia

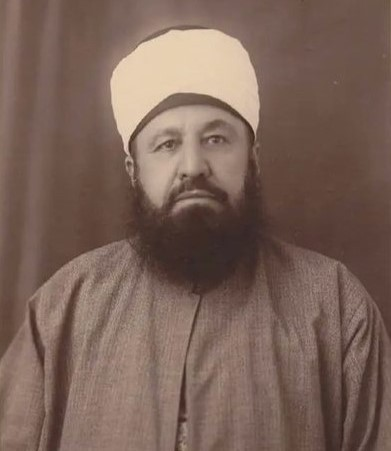
O mentor de Al-Husseini, Muhammad Rashid Rida, um clérigo sunita sírio notável por sua veemente oposição ao movimento sionista e aos ideais ocidentais

Amin al-Husseini nasceu por volta de 1897  em Jerusalém, filho do mufti daquela cidade e proeminente oponente do sionismo, Tahir al-Husayni. O clã al-Husseini consistia em ricos proprietários de terras no sul da Palestina, centrados no distrito de Jerusalém. Treze membros do clã foram prefeitos de Jerusalém entre 1864 e 1920. Outro membro do clã e meio-irmão de Amin,  Kamil al-Husayni, também serviu como mufti de Jerusalém. Em Jerusalém, Amin al-Husseini frequentou uma escola do Alcorão (kuttub), e uma escola secundária do governo otomano (rüshidiyye), onde aprendeu turco, e uma escola secundária católica administrada por missionários franceses, os católicos Frères, onde aprendeu francês.  Ele também estudou na Alliance Israélite Universelle com seu diretor judeu Albert Antébi.   Antébi considerava al-Husseini seu aluno e se refere a ele em uma carta. 
Em 1912, ele estudou brevemente o direito islâmico na Universidade Al-Azhar, no Cairo, e na Dar al-Da'wa wa-l-Irshad, sob Rashid Rida, um estudioso salafista, que permaneceria como mentor de Amin até sua morte em 1935. A defesa de Rashid Rida dos valores islâmicos tradicionais e a hostilidade à ocidentalização tornaram-se um componente importante da personalidade religiosa de Al-Husseini. Como Rida, ele acreditava que o Ocidente estava travando uma guerra contra o islamismo e encorajou revoluções islâmicas em todo o mundo muçulmano para derrotar as potências coloniais europeias e o sionismo.  No entanto, Al-Husseini não adotou o fundamentalismo islâmico de seu professor. 
Embora preparado para ocupar cargos religiosos desde a juventude, sua educação foi típica dos efêndi otomanos da época, e ele só vestiu um turbante religioso em 1921, após ser nomeado mufti.  Em 1913, aproximadamente aos 16 anos, al-Husseini acompanhou sua mãe Zainab a Meca e recebeu o título honorário de Hajji. Antes da Primeira Guerra Mundial, ele estudou na Escola de Administração de Constantinopla, a mais secular das instituições otomanas. 

## Primeira Guerra Mundial
Com a eclosão da Primeira Guerra Mundial em 1914, al-Husseini recebeu uma comissão no Exército Otomano como oficial de artilharia e foi designado para a Quadragésima Sétima Brigada estacionada na cidade de Izmir e arredores. Em novembro de 1916, ele obteve uma licença de três meses por invalidez do exército e retornou a Jerusalém.  Ele estava se recuperando de uma doença lá quando a cidade foi capturada pelos britânicos um ano depois.  Os exércitos britânico e xerifiano, para os quais cerca de 500 árabes palestinos foram estimados como voluntários, completaram sua conquista da Palestina e da Síria controladas pelos otomanos em 1918. Como oficial xarifiano, al-Husseini recrutou homens para servir no exército de Faisal bin Al Hussein bin Ali El-Hashemi durante a Revolta Árabe, uma tarefa que ele assumiu enquanto empregado como recrutador pela administração militar britânica em Jerusalém e Damasco. O Relatório Palin do pós-guerra observou que o oficial de recrutamento inglês, Capitão CD Brunton, considerou al-Husseini, com quem cooperou, muito pró-britânico, e que, através da difusão de panfletos do Ministério da Guerra lançados do ar prometendo-lhes paz e prosperidade sob o domínio britânico, "os recrutas (estavam) sendo levados a entender que estavam lutando por uma causa nacional e para libertar seu país dos turcos".  Nada em sua carreira inicial até este ponto sugere que ele tinha ambições de servir em um cargo religioso: seus interesses eram os de um nacionalista árabe. 

## Ativismo político inicial
Em 1919, al-Husseini participou do Congresso Pan-Sírio realizado em Damasco, onde apoiou o Emir Faisal como Rei da Síria. Naquele ano, al-Husseini fundou a filial pró-britânica de Jerusalém do "Clube Árabe" (Al-Nadi al-arabi sediado na Síria), que então competiu com o "Clube Literário" patrocinado por Nashashibi (al-Muntada al-Adabi) para influenciar a opinião pública, e logo se tornou seu presidente.   Ao mesmo tempo, ele escreveu artigos para o Suriyya al-Janubiyya (Sul da Síria). O jornal foi publicado em Jerusalém a partir de setembro de 1919 pelo advogado Muhammad Hassan al-Budayri e editado por Aref al-Aref, ambos membros proeminentes do al-Nadi al-'Arabi.
Al-Husseini foi um forte apoiador do efêmero Reino Árabe da Síria, estabelecido em março de 1920. Além de seu apoio às políticas pan-arabistas do Rei Faiçal I, al-Husseini tentou desestabilizar o domínio britânico na Palestina, que foi declarada parte do Reino Árabe, embora nenhuma autoridade fosse exercida na realidade.
Durante a procissão anual de Nabi Musa em Jerusalém, em abril de 1920, revoltas violentas eclodiram em protesto contra a implementação da Declaração Balfour, que apoiava o estabelecimento na Palestina de uma pátria para o povo judeu. Muitos danos à vida e à propriedade judaica foram causados. O Relatório Palin atribuiu a culpa pela explosão de tensões em ambos os lados. Ze'ev Jabotinsky, organizador das defesas paramilitares judaicas, recebeu uma sentença de 15 anos.  Al-Husseini, então professor na escola Rashidiya, perto do Portão de Herodes em Jerusalém Oriental, foi acusado de incitar as multidões árabes com um discurso inflamatório e condenado à revelia a 10 anos de prisão por um tribunal militar, já que nessa altura já tinha fugido para a Síria.  Foi afirmado logo depois, por Chaim Weizmann e pelo tenente-coronel do exército britânico Richard Meinertzhagen, que trabalharam em estreita colaboração,  que al-Husseini havia sido incitado a incitar o motim pelo chefe do Estado-Maior do marechal de campo britânico Allenby, coronel Bertie Harry Waters-Taylor, para demonstrar ao mundo que os árabes não tolerariam uma pátria judaica na Palestina.    A afirmação nunca foi provada e Meinertzhagen foi rejeitada.
Após os distúrbios de abril, ocorreu um evento que transformou a rivalidade tradicional entre os clãs Husseini e Nashashibi em uma séria ruptura,  com consequências de longo prazo para al-Husseini e o nacionalismo palestino. De acordo com Sir Louis Bols, grande pressão foi exercida sobre a administração militar por líderes e oficiais sionistas como David Yellin, para que o prefeito de Jerusalém, Musa Kazim Pasha al-Husayni, fosse demitido, dada sua presença na manifestação de março anterior. O Coronel Storrs, o Governador Militar de Jerusalém, o removeu sem maiores investigações, substituindo-o por Raghib al-Nashashibi do clã rival Nashashibi. Isso, de acordo com o relatório Palin, "teve um efeito profundo em seus correligionários, confirmando definitivamente a convicção que eles já haviam formado a partir de outras evidências de que a Administração Civil era um mero fantoche da Organização Sionista".
Até o final de 1920, al-Husseini concentrou seus esforços no pan-arabismo e na ideologia de uma Grande Síria em particular, com a Palestina entendida como uma província do sul de um estado árabe, cuja capital seria estabelecida em Damasco. A Grande Síria incluiria o território de todo o Levante, agora ocupado pela Síria, Líbano, Jordânia, Autoridade Palestina e Israel. A luta pela Grande Síria entrou em colapso depois que a França derrotou as forças árabes na Batalha de Maysalun em julho de 1920. O exército francês entrou em Damasco naquela época, derrubou o rei Faiçal e pôs fim ao projeto de uma Grande Síria, colocada sob o mandato francês de acordo com o Acordo Sykes-Picot anterior. Notáveis palestinos responderam ao desastre com uma série de resoluções na conferência de Haifa de 1921, que estabeleceram uma estrutura palestina e passaram em silêncio a ideia anterior de um sul confederado com a Síria. Essa estrutura deu o tom do nacionalismo palestino para as décadas seguintes.
Al-Husseini, como muitos de sua classe e período, então se voltou do pan-arabismo orientado por Damasco para uma ideologia especificamente palestina, centrada em Jerusalém, que buscava bloquear a imigração judaica para a Palestina Mandatária. A frustração das aspirações pan-árabes emprestou uma cor islâmica à luta pela independência e ao crescente recurso à ideia de devolver a terra a Dar al-Islam.  Desde sua eleição como Mufti até 1923, al-Husseini exerceu controle total sobre a sociedade secreta, Al-Fida'iyya (“Os que se sacrificam”), que, juntamente com al-Ikha' wal-'Afaf (“Irmandade e Pureza”), desempenhou um papel importante em atividades clandestinas anti-britânicas e anti-sionistas e, através de membros da gendarmaria, envolveu-se em atividades turbulentas já em abril de 1920. 

## Mufti de Jerusalém
Sir Herbert Samuel, recentemente nomeado Alto Comissário Britânico, declarou uma anistia geral para os condenados por cumplicidade nos motins de 1920, excluindo apenas Amin al-Husseini e Al Aref. Durante uma visita mais tarde naquele ano às tribos beduínas da Transjordânia que abrigavam os dois refugiados políticos, Samuel ofereceu perdão a ambos e Al Aref aceitou com entusiasmo. Husseini inicialmente rejeitou a oferta, alegando que ele não era um criminoso. Ele aceitou o perdão somente após a morte de seu meio-irmão, o mufti Kamil al-Husayni, em março de 1921.  As eleições foram então realizadas, e dos quatro candidatos concorrendo ao cargo de Mufti, al-Husseini recebeu o menor número de votos, os três primeiros sendo candidatos Nashashibi. No entanto, Samuel estava ansioso para manter um equilíbrio entre os al-Husseinis e seu clã rival, os Nashashibis.  Um ano antes, os britânicos substituíram Musa al-Husayni como prefeito de Jerusalém por Raghib al-Nashashibi. Eles então se moveram para garantir ao clã Husseini uma função compensatória de prestígio, nomeando um deles para o cargo de mufti e, com o apoio de Raghib al-Nashashibi, prevalecendo sobre o favorito Nashashibi, Sheikh Hussam ad-Din Jarallah, para se retirar. Isso promoveu automaticamente Amin al-Husseini para a terceira posição, o que, sob a lei otomana, permitiu que ele se qualificasse, e Samuel então o escolheu como Mufti.  Sua nomeação inicial foi como Mufti, mas quando o Conselho Supremo Muçulmano foi criado no ano seguinte, Husseini exigiu e recebeu o título de Grande Mufti que havia sido criado anteriormente, talvez nas linhas do uso egípcio, pelos britânicos para seu meio-irmão Kamil.  O cargo era vitalício.
Em 1922, al-Husseini foi eleito presidente do Conselho Supremo Muçulmano, criado por Samuel em 1921. Matthews argumenta que os britânicos consideraram que as combinações de seu perfil como um nacionalista árabe eficaz e um descendente de uma família nobre de Jerusalém "tornaram vantajoso alinhar seus interesses com os da administração britânica e, assim, mantê-lo em uma corda bamba".  O Conselho controlava os fundos do Waqf, que valiam anualmente dezenas de milhares de libras e os fundos para órfãos, que valiam anualmente cerca de £ 50.000, em comparação com as £ 600.000 no orçamento anual da Agência Judaica. Além disso, ele controlava os tribunais islâmicos na Palestina. Entre outras funções, esses tribunais tinham o poder de nomear professores e pregadores. 
Os britânicos inicialmente equilibraram as nomeações para o Conselho Supremo Muçulmano entre os Husseinis e os seus apoiantes (conhecidos como majlisiya, ou apoiantes do conselho) e os Nashashibis e os seus clãs aliados (conhecidos como mu'aridun, a oposição).  O mu'aridun, estavam mais dispostos a um compromisso com os judeus e, de fato, receberam por alguns anos subvenções anuais da Agência Judaica.  Durante a maior parte do período do mandato britânico, as disputas entre essas duas famílias minaram seriamente qualquer unidade árabe palestina. Em 1936, no entanto, eles alcançaram uma medida de política concertada quando todos os grupos árabes palestinos se uniram para criar um órgão executivo permanente conhecido como Comitê Superior Árabe sob a presidência de al-Husseini. 

### Haram ash-Sharif e o Muro das Lamentações
O Conselho Supremo Muçulmano e seu líder al-Husseini, que se considerava guardião de um dos três locais sagrados do Islã, lançaram uma campanha internacional em países muçulmanos para arrecadar fundos para restaurar e melhorar o Haram ash-Sharif (Nobre Santuário) ou Monte do Templo, e particularmente a Mesquita de Al-Aqsa e o santuário do Domo da Rocha (que abriga também o local mais sagrado do judaísmo). Toda a área exigiu uma extensa restauração, devido ao abandono em que havia caído devido à negligência nos tempos otomanos. Jerusalém era a direção original para a qual os muçulmanos oravam, até que a Qibla foi reorientada para Meca por Maomé no ano de 624. Al-Husseini encomendou o projeto ao arquiteto turco Mimar Kemalettin. Na restauração do local, al-Husseini também foi auxiliado pelo Diretor Católico de Antiguidades do poder mandatário, Ernest Richmond. Sob a supervisão de Richmond, o arquiteto turco elaborou um plano, e a execução das obras deu um estímulo notável ao renascimento das artes artesanais tradicionais, como a tesselação de mosaicos, a produção de vidro, o artesanato em madeira, o trabalho em vime e a ferraria.
Os vigorosos esforços de Al-Husseini para transformar o Haram em um símbolo do nacionalismo pan-árabe e palestino visavam mobilizar o apoio árabe contra o influxo de imigrantes judeus do pós-guerra. Em sua campanha, al-Husseini frequentemente acusava os judeus de planejarem tomar posse do Muro das Lamentações de Jerusalém, que pertencia ao waqf de Abu Madyan como uma propriedade inalienável, e reconstruir o Templo sobre a Mesquita de Al-Aqsa.  Ele tomou certas declarações, por exemplo, do rabino-chefe asquenazi da Palestina, Abraham Isaac Kook, a respeito do eventual retorno do Monte do Templo às mãos dos judeus, e as transformou em uma conspiração política concreta para tomar o controle da área. O trabalho intensivo de Al-Husseini para reformar o santuário como um centro de atração para o mundo muçulmano e os esforços judaicos para melhorar seu acesso e estabelecer um ambiente ritualmente apropriado na praça perto do Muro das Lamentações levaram a um aumento do conflito entre as duas comunidades, cada uma vendo o local apenas de sua própria perspectiva e interesses tradicionais.  As narrativas sionistas identificaram as obras de al-Husseini e a publicidade sobre o local e as ameaças a ele como tentativas de restaurar o prestígio decrescente de sua própria família. As narrativas árabes interpretam a agitação intensificada de certos grupos judeus sobre o Muro como uma tentativa de reviver o interesse da diáspora no sionismo após alguns anos de relativo declínio, depressão e emigração. Cada tentativa de fazer pequenas alterações no status quo, ainda governado pela lei otomana, foi duramente protestada perante as autoridades britânicas pelas autoridades muçulmanas. Se os muçulmanos pudessem citar um regulamento otomano de 1912 que proibia especificamente a introdução de objetos como assentos, os judeus poderiam citar testemunhos do fato de que antes de 1914 certas exceções foram feitas para melhorar seu acesso e uso do Muro. A década testemunhou vários episódios de forte atrito, e as tensões latentes chegaram ao auge no final de 1928, apenas para explodir, após um breve intervalo, em uma explosão de violência um ano depois.

### Motins na Palestina de 1929

#### Prelúdio

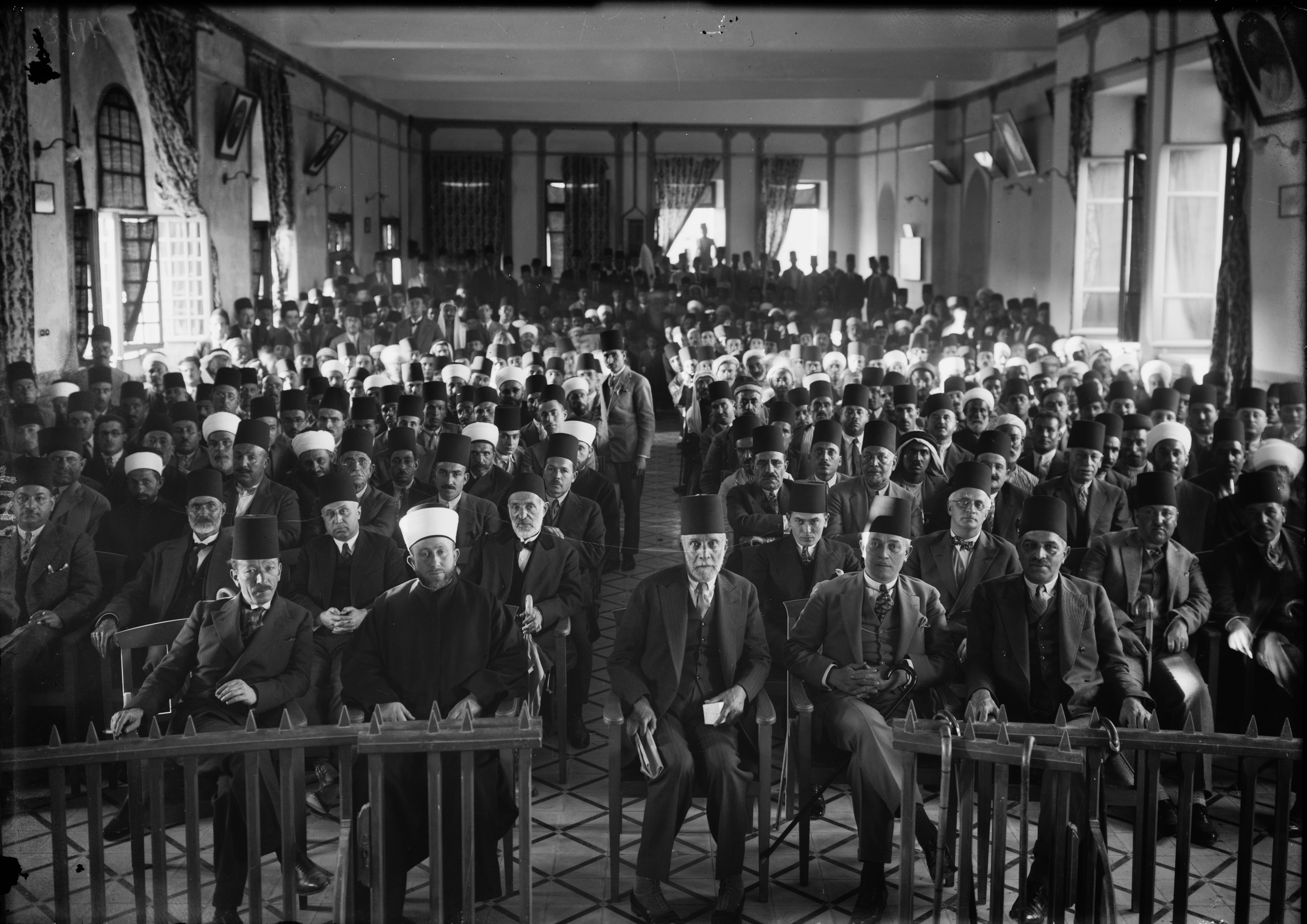
Delegações árabes protestam contra a política britânica na Palestina em 1929

Em 10 de agosto de 1928, uma assembleia constituinte convocada pelos franceses na Síria foi rapidamente adiada quando foram feitos apelos para uma reunificação com a Palestina. Al-Husseini e Awni Abd al-Hadi se encontraram com os nacionalistas sírios e fizeram uma proclamação conjunta por um estado monárquico unificado sob um filho de Ibn Sa'ud. No dia 26, a conclusão da primeira etapa do trabalho de restauração nas mesquitas do Haram foi celebrada com grande pompa, na presença de representantes dos países muçulmanos que haviam financiado o projeto, as autoridades mandatárias e Abdullah, Emir da Transjordânia . Um mês depois, um artigo apareceu na imprensa judaica propondo a compra e destruição de casas no bairro marroquino na fronteira com o muro para melhorar o acesso dos peregrinos e, assim, promover a "Redenção de Israel". Logo depois, em 23 de setembro, Yom Kippur, um bedel judeu introduziu uma tela para separar os fiéis masculinos e femininos no Muro. Informado por moradores do bairro vizinho de Mughrabi, a autoridade waqf reclamou a Harry Luke, secretário-chefe interino do Governo da Palestina, que isso praticamente transformou a rua em uma sinagoga e violou o status quo, assim como os assentos dobráveis em 1926. Os policiais britânicos, ao se depararem com uma recusa, usaram a força para remover a tela, e um confronto violento ocorreu entre os fiéis e a polícia. 
Alegações sionistas de que força desproporcional havia sido empregada durante o que era uma ocasião solene de oração criaram um clamor em toda a diáspora . Protestos judaicos em todo o mundo protestaram com a Grã-Bretanha pela violência exercida no Muro. O Conselho Nacional Judaico Vaad Leumi "exigiu que a administração britânica expropriasse o muro para os judeus".  Em resposta, os muçulmanos organizaram um Comitê de Defesa para a Proteção do Nobre Buraq, e grandes manifestações populares ocorreram na praça Al-Aqsa em protesto. O trabalho, muitas vezes barulhento, foi imediatamente realizado em uma mesquita acima do local de oração judaico. Perturbações como a abertura de uma passagem para burros passarem pela área irritaram os fiéis.  Após intensas negociações, a organização sionista negou qualquer intenção de assumir todo o Haram Ash-Sharif, mas exigiu que o governo expropriasse e arrasasse o bairro marroquino. Uma lei de 1924 permitiu que as autoridades britânicas expropriassem propriedades, e o medo disso, por sua vez, agitou profundamente a comunidade muçulmana, embora as leis de doação do waqf proibissem explicitamente tal alienação. Após longa deliberação, um Livro Branco foi tornado público em 11 de dezembro de 1928 em favor do status quo.
Após a nomeação do novo Alto Comissário, Sir John Chancellor, para suceder Lord Plumer, em dezembro de 1928, a questão foi reexaminada e, em fevereiro de 1929, um parecer jurídico estabeleceu que a autoridade mandatária estava dentro de seus poderes para intervir e garantir os direitos judaicos de acesso e oração. Al-Husseini o pressionou por um esclarecimento específico do status quo legal em relação ao Muro. Chancellor cogitou enfraquecer o Conselho de Segurança e minar a autoridade de al-Husseini, tornando o cargo de mufti eletivo. O festival Nabi Musa, em abril daquele ano, transcorreu sem incidentes, apesar dos avisos de al-Husseini sobre possíveis incidentes. Chancellor acreditava que seu poder estava diminuindo e, após consultar Londres, admitiu a al-Husseini, em 6 de maio, que era impotente para agir decisivamente na questão. Al-Husseini respondeu que, a menos que as autoridades mandatárias agissem, então, muito como monges cristãos protegendo seus locais sagrados em Jerusalém, os xeques teriam que tomar as violações do status quo em suas próprias mãos e remover pessoalmente quaisquer objetos introduzidos por judeus na área. O chanceler pediu-lhe para ser paciente, e al-Husseini ofereceu-se para parar as obras no Monte sob a condição de que este gesto não fosse tomado como um reconhecimento dos direitos judaicos. Uma mudança de governo na Grã-Bretanha em junho levou a uma nova proposta: apenas obras muçulmanas no setor perto de onde os judeus oravam deveriam estar sujeitas à autorização obrigatória: os judeus poderiam empregar objetos rituais, mas a introdução de assentos e biombos estaria sujeita à autorização muçulmana. O chanceler autorizou os muçulmanos a retomar seu trabalho de reconstrução, enquanto, respondendo a novas reclamações sionistas, prevaleceu sobre o SMC para parar as cerimônias barulhentas de Zikr nas proximidades do muro. Ele também pediu aos representantes sionistas que se abstivessem de encher seus jornais com ataques ao governo e às autoridades muçulmanas. O Chanceler então partiu para a Europa, onde a Comissão Mandatária estava deliberando.

#### Tumultos
Com o Chanceler no exterior e a própria Comissão Sionista, com seu líder, o Coronel Frederick Kisch, em Zurique para o 16º Congresso Sionista (com a presença também de Ze'ev Jabotinsky), o SMC retomou os trabalhos, confidencialmente autorizados, no Haram, apenas para ser recebido com protestos da imprensa judaica. A administração publicou rapidamente as novas regras em 22 de julho, com um grave erro de tradução que alimentou os relatos sionistas de uma conspiração contra os direitos judaicos. Um protesto em Londres levou a uma declaração pública de um membro da Comissão Sionista de que os direitos judaicos eram maiores do que o status quo, uma declaração que, por sua vez, encorajou as suspeitas árabes de que os acordos locais estavam sendo novamente derrubados por intrigas judaicas no exterior. A notícia de que o Congresso de Zurique, ao criar a Agência Judaica em 11 de agosto, havia trazido unidade entre os sionistas e a comunidade judaica mundial, uma medida que aumentou muito o investimento judaico na Palestina Britânica, disparou o alarme. Em 15 de agosto, Tisha B'Av, um dia que comemora a destruição do Templo de Jerusalém, o movimento revisionista Betar, apesar do apelo de Pinhas Rutenberg em 8 de agosto ao Alto Comissário interino Harry Luke para impedir a participação de tais grupos,  reuniu membros de Tel Aviv para se juntarem a eles na comemoração religiosa. Kisch, antes de partir, proibiu manifestações judaicas nos bairros árabes de Jerusalém. Os jovens Betar deram à cerimônia um forte tom nacionalista cantando a Hatikvah, agitando a bandeira de Israel e entoando o slogan "O Muro é Nosso".   O dia seguinte coincidiu com mawlid (ou mawsin al-nabi ),  o aniversário do nascimento do profeta do Islã, Maomé. Os fiéis muçulmanos, após as orações na esplanada do Haram, passaram pela viela estreita perto do Muro das Lamentações e rasgaram livros de orações e notas de kotel (petições do muro), sem ferir, no entanto, três judeus presentes. Contatado por Lucas, al-Husseini se comprometeu a fazer o possível para manter a calma no Haram, mas não conseguiu impedir que os manifestantes se reunissem no Muro.
Em 17 de agosto, um jovem judeu foi esfaqueado até a morte por árabes enquanto recuperava uma bola de futebol, enquanto um árabe ficou gravemente ferido em uma briga com judeus palestinos. Fortemente ligado ao partido anti-Haxemita, e atacado por apoiadores de Abdullah na Transjordânia por uso indevido de fundos destinados à campanha contra a França, al-Husseini pediu um visto para si e Awni Abd al-Hadi para viajar para a Síria, onde a liderança da causa anti-francesa síria estava sendo contestada. Avessos à sua presença na Síria, os franceses pediram que ele adiasse a viagem. Enquanto isso, apesar dos sermões de Harry Luke aos jornalistas para evitarem relatar esse material, rumores circularam em ambas as comunidades, de um massacre iminente de judeus por muçulmanos e de um ataque ao Haram ash-Sharif por judeus. Em 21 de agosto, um cortejo fúnebre, em forma de manifestação pública em memória do menino judeu morto, percorreu a cidade velha, com a polícia bloqueando tentativas de invasão dos bairros árabes. No dia 22, Lucas convocou representantes de ambas as partes para acalmar os ânimos e assinar uma declaração conjunta. Awni Abd al-Hadi e Jamal al-Husayni estavam dispostos a reconhecer os direitos de visita dos judeus ao Muro em troca do reconhecimento judaico das prerrogativas islâmicas no Buraq. O representante judeu, Yitzhak Ben-Zvi, considerou isso além de sua competência — que se limitava a um apelo por calma — e os árabes, por sua vez, recusaram. Concordaram em prosseguir o diálogo na semana seguinte.
Em 23 de agosto, uma sexta-feira, dois ou três árabes foram assassinados no bairro judeu de Mea Shearim. Era também um dia de oração muçulmana. Uma grande multidão, composta por muitas pessoas de aldeias periféricas, invadiu Jerusalém, muitas armadas com paus e facas. Não se sabe se isso foi organizado por al-Husseini ou o resultado de uma mobilização espontânea. O sermão em Al-Aqsa seria proferido por outro pregador, mas Lucas convenceu al-Husseini a deixar sua casa e ir para a mesquita, onde foi saudado como "a espada da fé" e onde instruiu o pregador a proferir um sermão pacífico, enquanto enviava uma mensagem urgente de reforços policiais ao redor do Haram. Em resposta ao discurso pacífico, extremistas arengaram contra a multidão, acusando al-Husseini de ser um infiel à causa muçulmana. A mesma acusação violenta foi lançada em Jaffa contra o xeque Muzaffir, um pregador islâmico radical, que fez um sermão pedindo calma no mesmo dia. Um ataque foi lançado no bairro judeu. Ataques violentos de multidões contra comunidades judaicas, alimentados por boatos sobre massacres ostensivos de árabes e tentativas de tomar o Muro, ocorreram nos dias seguintes em Hebron, Safed e Haifa. No total, nos assassinatos e ataques de vingança subsequentes, 136 árabes e 135 judeus morreram, enquanto 340 destes últimos ficaram feridos, bem como cerca de 240 árabes.

#### Consequências
Duas investigações oficiais foram posteriormente conduzidas pelos britânicos e pela Comissão Mandatária da Liga das Nações. A primeira, o Relatório Shaw, concluiu que o incidente de 23 de agosto consistiu em um ataque de árabes a judeus, mas rejeitou a visão de que os tumultos haviam sido premeditados. Al-Husseini certamente desempenhou um papel enérgico nas manifestações muçulmanas a partir de 1928, mas não poderia ser responsabilizado pelos tumultos de agosto, mesmo que tivesse "uma parcela da responsabilidade pelos distúrbios".  Ele, no entanto, colaborou a partir do dia 23 daquele mês para pacificar os manifestantes e restabelecer a ordem. Os piores surtos ocorreram em áreas como Hebron, Safed, Jaffa e Haifa, onde seus adversários políticos árabes eram dominantes. A causa raiz dos surtos violentos estava no medo da desapropriação territorial. Numa Nota de Reserva, o Sr. Harry Snell, que aparentemente tinha sido influenciado pelo filho de Sir Herbert Samuel, Edwin Samuel afirma que, embora estivesse convencido de que al-Husseini não era directamente responsável pela violência ou tinha sido conivente com ela, acreditava que al-Husseini estava ciente da natureza da campanha anti-sionista e do perigo de distúrbios.  Atribuiu, portanto, ao Mufti uma maior quota de culpa do que o relatório oficial.  O Vice-Presidente holandês da Comissão de Mandatos Permanentes, M. Van Rees, argumentou que "os distúrbios de Agosto de 1929, bem como os distúrbios anteriores de carácter semelhante, foram, em resumo, apenas um aspecto especial da resistência oferecida em todo o Oriente, com a sua civilização tradicional e feudal, à invasão de uma civilização europeia introduzida por uma administração ocidental", mas concluiu que, na sua opinião, "a responsabilidade pelo que tinha acontecido devia recair sobre os líderes religiosos e políticos dos árabes". 
Em Londres, Lord Melchett exigiu a sua prisão por orquestrar toda a agitação anti-britânica em todo o Médio Oriente. A documentação consular descartou rapidamente a tese da conspiração e identificou a causa mais profunda como política, não religiosa, nomeadamente no que o relatório Palin tinha anteriormente identificado como um profundo descontentamento árabe em relação ao sionismo. Memórias árabes sobre a fitna (problemas) seguem uma proclamação contemporânea para a Defesa do Muro em 31 de agosto, que justificou os motins como legítimos, mas em nenhum lugar menciona um plano coordenado. Izzat Darwaza, um rival nacionalista árabe de al-Husseini, afirma sozinho, sem detalhes, que al-Husseini foi o responsável. Al-Husseini, em suas memórias judeofóbicas  nunca afirmou ter desempenhado tal papel. 
O Alto Comissário recebeu al-Husseini duas vezes oficialmente: em 1º de outubro de 1929 e uma semana depois, e este último reclamou do preconceito pró-sionista em uma área onde a população árabe ainda via a Grã-Bretanha com bons olhos. Al-Husseini argumentou que a fragilidade da posição árabe residia na falta de representação política na Europa, enquanto, em sua opinião, durante milênios os judeus dominaram com seu gênio para a intriga. Ele garantiu ao Chanceler sua cooperação na manutenção da ordem pública.

### Atividades políticas, 1930-1935

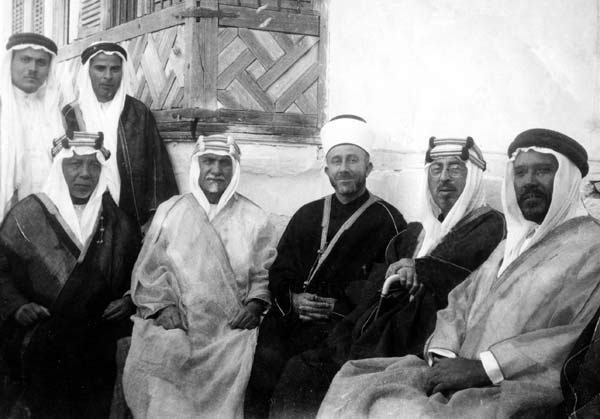
Al-Husseini (centro) em uma visita à Arábia Saudita no início da década de 1930. À sua esquerda está Hashim al-Atassi, que mais tarde se tornou presidente da Síria, e à direita de al-Husseini está Shakib Arslan, um filósofo nacionalista árabe do Líbano.

Em 1928-1929, uma coalizão de um novo grupo nacionalista palestino começou a desafiar a hegemonia até então exercida por al-Husseini. O grupo, mais pragmático, provinha da nobreza rural e dos círculos empresariais, e buscava o que considerava uma política de acomodação mais realista ao governo mandatário. A partir desse período, surgiu uma cisão que se transformaria em uma disputa entre a elite diretiva de árabes palestinos. 
Em 1931, al-Husseini fundou o Congresso Islâmico Mundial, do qual serviria como presidente. As versões diferem quanto a se al-Husseini apoiou ou não Izz ad-Din al-Qassam quando ele empreendeu atividades clandestinas contra as autoridades do Mandato Britânico. Sua nomeação como imã da mesquita al-Istiqlal em Haifa foi aprovada por al-Husseini. Lachman argumenta que ele secretamente encorajou, e talvez financiou al-Qassam neste período. Quaisquer que sejam suas relações, o ativismo independente deste último e o desafio aberto às autoridades britânicas parecem ter levado a uma ruptura entre os dois.  Ele se opôs vigorosamente às exações dos qassamitas contra as comunidades cristã e drusa. 
Em 1933, de acordo com Alami, al-Husseini expressou interesse na proposta de Ben Gurion de uma Palestina judaica como parte de uma federação árabe maior. 
Em 1935, al-Husseini assumiu o controle de uma organização clandestina, de cuja natureza ele não havia sido informado até o ano anterior, que havia sido criada em 1931 pelo filho de Musa Kazim al-Husayni, Abd al-Qadir al-Husayni e recrutada do movimento de escoteiros árabes palestinos, chamado de "Luta Santa" (al-jihad al-muqaddas). Esta e outra organização juvenil paramilitar, al-Futuwwah, paralelamente à Haganah judaica clandestina. Rumores e descobertas ocasionais de esconderijos e carregamentos de armas fortaleceram os preparativos militares de ambos os lados.

### Revolta árabe de 1936–1939 na Palestina
Em 19 de abril de 1936, uma onda de greves de protesto e ataques contra as autoridades britânicas e os judeus foi desencadeada na Palestina. Inicialmente, os motins foram liderados por Farhan al-Sa'di, um xeique militante do grupo al-Qassam do norte, com ligações aos Nashashibis. Após a prisão e execução de Farhan, al-Husseini tomou a iniciativa negociando uma aliança com a facção al-Qassam.  Além de alguns subsídios estrangeiros, incluindo uma quantia substancial da Itália Fascista, ele controlava o waqf e os fundos para órfãos que geravam uma renda anual de cerca de 115.000 libras palestinas. Após o início da revolta, a maior parte desse dinheiro foi usada para financiar as atividades de seus representantes em todo o país. Ao Cônsul-Geral da Itália em Jerusalém, Mariano de Angelis, ele explicou em julho que sua decisão de se envolver diretamente no conflito surgiu da confiança que depositava no apoio e nas promessas do ditador italiano Benito Mussolini.  Por iniciativa de al-Husseini, os líderes dos clãs árabes palestinos formaram o Comitê Superior Árabe sob sua presidência. O Comitê pediu o não pagamento de impostos após 15 de maio e uma greve geral dos trabalhadores e empresas árabes, exigindo o fim da imigração judaica. O Alto Comissário Britânico para a Palestina, Sir Arthur Wauchope, respondeu engajando-se em negociações com al-Husseini e o Comitê. As negociações, no entanto, logo se mostraram infrutíferas. Al-Husseini emitiu uma série de advertências, ameaçando a "vingança de Deus Todo-Poderoso" a menos que a imigração judaica parasse, e a greve geral começou, paralisando o governo, o transporte público, as empresas árabes e a agricultura. 
Com o passar do tempo, no outono a classe média árabe havia esgotado seus recursos.  Nessas circunstâncias, o governo mandatário estava procurando um intermediário que pudesse ajudar a persuadir o Alto Comitê Árabe a acabar com a rebelião. Al-Husseini e o Comitê rejeitaram o Rei Abdullah da Transjordânia como mediador por causa de sua dependência dos britânicos e amizade com os sionistas, mas aceitaram o Ministro das Relações Exteriores iraquiano Nuri as-Said. Como Wauchope alertou sobre uma campanha militar iminente e simultaneamente se ofereceu para enviar uma Comissão Real de Inquérito para ouvir as reclamações árabes, o Alto Comitê Árabe cancelou a greve em 11 de outubro.  Quando a prometida Comissão Real de Inquérito chegou à Palestina em novembro, al-Husseini testemunhou perante ela como testemunha principal dos árabes. 
Em julho de 1937, a polícia britânica foi enviada para prender al-Husseini por sua participação na rebelião árabe, mas, avisado, ele conseguiu escapar para o santuário de asilo no Haram. Ele permaneceu lá por três meses, comandando a revolta de dentro. Quatro dias após o assassinato do Comissário Distrital Interino para aquela área, Lewis Yelland Andrews, por membros galileus do grupo al-Qassam em 26 de setembro, al-Husseini foi deposto da presidência do Conselho Supremo Muçulmano, o Comitê Superior Árabe foi declarado ilegal e mandados de prisão para seus líderes foram emitidos, por serem pelo menos "moralmente responsáveis", embora não existissem provas de sua cumplicidade. Deles, apenas Jamal al-Husayni conseguiu escapar para a Síria: os cinco restantes foram exilados para as Seychelles. Al-Husseini não estava entre os indiciados, mas, temendo a prisão, em 13-14 de outubro, após deslizar sob o manto da escuridão por uma corda do muro do Haram, ele próprio fugiu, em um carro da Força Policial Palestina para Jaffa, onde embarcou em um barco a vapor  que o transportou para o Líbano, disfarçado de beduíno,   onde reconstituiu o comitê sob sua liderança.  Embora o terrorismo tenha sido usado por ambos os lados, as táticas de Al-Husseini, seu abuso de poder para punir outros clãs e o assassinato de adversários políticos que ele considerava "traidores", alienaram muitos árabes palestinos. Um líder local, Abu Shair, disse a Da'ud al-Husayni, um emissário de Damasco que carregava uma lista de pessoas a serem assassinadas durante a revolta: "Eu não trabalho para Husayniya ('Husayni-ismo'), mas para wataniya (nacionalismo)."  Ele permaneceu no Líbano por dois anos, sob vigilância francesa na aldeia cristã de Zouk,  mas, em outubro de 1939, sua relação deteriorada com as autoridades francesas e sírias – elas lhe pediram para fazer uma declaração pública de apoio à Grã-Bretanha e à França,  – o levou a se retirar para o Reino do Iraque. Em junho de 1939, após a desintegração da revolta, a política de Husseini de matar apenas traidores comprovados mudou para uma de liquidar todos os suspeitos, até mesmo membros de sua própria família, de acordo com um relatório de inteligência. 
A rebelião em si durou até março de 1939, quando foi finalmente reprimida pelas tropas britânicas, auxiliadas pelas forças sionistas, com uma vantagem de 10/1 sobre os palestinos.  Al-Husseini ficou suficientemente deprimido com o resultado e com a perda pessoal de muitos amigos e parentes, que pensou em suicídio, de acordo com o Alto Comissário Francês no Líbano.  A Revolta, no entanto, forçou a Grã-Bretanha a fazer concessões substanciais às exigências árabes. A imigração judaica continuaria, mas sob restrições, com uma cota de 75.000 vagas distribuídas pelos cinco anos seguintes. Ao término desse período, a imigração judaica adicional dependeria do consentimento árabe. Além da agitação local, outro fator-chave para provocar uma mudança decisiva na política britânica foram os preparativos da Alemanha nazista para uma guerra europeia, que se desenvolveria em um conflito mundial. No pensamento estratégico britânico, garantir a lealdade e o apoio do mundo árabe assumia uma importância de alguma urgência. Embora o apoio judaico fosse inquestionável, o apoio árabe num novo conflito global não estava de forma alguma garantido. Ao prometer eliminar gradualmente a imigração judaica para a Palestina, a Grã-Bretanha esperava reconquistar o apoio dos árabes vacilantes.  Husseini, aliado a elementos radicais no exílio, provenientes de famílias palestinas provinciais, convenceu o AHC, contra famílias palestinas moderadas que estavam dispostas a aceitá-lo, a rejeitar o Livro Branco de 1939, que tinha recomendado um estado de maioria árabe e o fim da construção de um lar nacional judaico. A rejeição baseou-se na sua falha percebida em prometer o fim da imigração; pensava-se que a política de terras que defendia fornecia soluções imperfeitas: e a independência prometida parecia depender do consentimento e da cooperação judaica. Husseini, que também tinha interesses pessoais ameaçados por estes acordos,  também temia que a aceitação fortalecesse a mão dos seus oponentes políticos no movimento nacional palestino, como os Nashashibis.   Schwanitz e Rubin argumentaram que Husseini teve uma grande influência sobre Hitler e que o seu rejeicionismo foi, ironicamente, o verdadeiro factor causal para o estabelecimento do estado de Israel, uma tese que Mikics, que considera Husseini um "antissemita radical", considera "assombrosa" e "tola", uma vez que implicaria logicamente a tese colateral de que o movimento sionista desencadeou o Holocausto. 
Neve Gordon escreve que al-Husseini considerava todas as visões nacionalistas alternativas como traição, os oponentes se tornavam traidores e colaboradores, e patrocinar ou empregar judeus de qualquer tipo era ilegítimo.  De Beirute, ele continuou a emitir diretivas. O preço pelo assassinato de líderes da oposição e líderes da paz subiu em julho para 100 libras palestinas: um suspeito de traição, 25 libras, e um judeu, 10. Apesar disso, os laços com os judeus foram restabelecidos por famílias importantes como os Nashashibis, e pelos Fahoum de Nazaré. 

## Laços com as Potências do Eixo durante a Segunda Guerra Mundial
Desde 1918, os movimentos nacionalistas árabes estavam sob as restrições impostas pelo duopólio imperial franco-inglês no Oriente Médio, que por sua vez se estendia à esfera da política internacional. Os árabes percebiam seus interesses como vinculados a um eventual enfraquecimento dessas duas potências como pré-condição para o estabelecimento de sua independência nacional. Por essa razão, já em junho de 1933, sabia-se que até mesmo os notáveis palestinos mais europeizados ansiavam por uma nova eclosão de guerra na Europa, algo que lhes permitiria derrubar o domínio colonial sobre seus países e expulsar ("jogar ao mar") os judeus na Palestina, os franceses na Síria e os ingleses em todo o mundo árabe. Al-Husayni foi apenas um dos muitos notáveis que saudaram com otimismo o surgimento de um novo regime na Alemanha naquele ano. 
Os nazistas geralmente consideravam os árabes com desprezo. O próprio Hitler havia se referido a eles em 1937 como "meio-macacos".  No entanto, durante todo o período entreguerras, os nacionalistas árabes não guardaram rancor da Alemanha (apesar de seu apoio anterior ao Império Otomano). Como muitos países árabes, a Alemanha foi vista como vítima do acordo pós-Primeira Guerra Mundial. O próprio Hitler frequentemente falava da "infâmia de Versalhes". Ao contrário da França e da Grã-Bretanha, não havia exercido desígnios imperiais no Oriente Médio, e sua política anterior de não intervenção foi interpretada como um símbolo de boa vontade.  Embora o consenso académico seja que os motivos de Husseini para apoiar as potências do Eixo e a sua aliança com a Alemanha Nazi e a Itália Fascista foram profundamente influenciados pela ideologia anti-judaica e anti-sionista desde o início,  alguns académicos, nomeadamente Renzo De Felice, negam que a relação possa ser tomada como reflexo de uma suposta afinidade do nacionalismo árabe com a ideologia Nazi/Fascista, e que homens como Husseini os escolheram como aliados por razões puramente estratégicas, com base no facto de que, como Husseini escreveu mais tarde nas suas memórias, "o inimigo do seu inimigo é seu amigo". A política britânica era facilitar a queda de Husseini "no esquecimento" ignorando-o, Nuri al-Said, mediando, esforçou-se por levá-lo a ficar do lado dos Aliados contra os Alemães. A proposta foi considerada e depois rejeitada: de acordo com Philip Mattar, Husseini estava relutante em emprestar sua voz em apoio à Grã-Bretanha "porque ela havia destruído aldeias palestinas, executado e aprisionado combatentes palestinos e exilado seus líderes". 
Quando Husseini finalmente se encontrou com Hitler e Ribbentrop em 1941, ele garantiu a Hitler que "Os árabes eram amigos naturais da Alemanha porque tinham os mesmos inimigos... ou seja, os ingleses, os judeus e os comunistas".  Hitler ficou satisfeito com ele, considerando-o "o principal ator no Oriente Médio" e um ariano por causa da pele clara, cabelo loiro e olhos azuis de al-Hussaini. 

### Pré-guerra
Muitas vezes foi afirmado que os nazistas inspiraram e financiaram a Revolta Árabe. De acordo com Philip Mattar, não há evidências confiáveis para apoiar tal afirmação.  Em 1933, poucas semanas após a ascensão de Hitler ao poder na Alemanha, o Cônsul-Geral alemão em Jerusalém para a Palestina, Heinrich Wolff,   um apoiador aberto do sionismo,  enviou um telegrama para Berlim relatando a crença de al-Husseini de que os muçulmanos palestinos estavam entusiasmados com o novo regime e ansiavam pela disseminação do fascismo por toda a região. Wolff encontrou al-Husseini e muitos xeques novamente, um mês depois, em Nabi Musa. Eles expressaram sua aprovação ao boicote antijudaico na Alemanha e pediram a Wolff que não enviasse nenhum judeu para a Palestina.  Wolff escreveu posteriormente no seu relatório anual para esse ano que a ingenuidade política dos árabes levou-os a não reconhecer a ligação entre a política judaica alemã e os seus problemas na Palestina, e que o seu entusiasmo pela Alemanha nazi era desprovido de qualquer compreensão real do fenómeno.  As várias propostas de notáveis árabes palestinianos como al-Husseini foram rejeitadas consistentemente ao longo dos anos devido à preocupação de evitar perturbar as relações anglo-germânicas, em linha com a política da Alemanha de não pôr em perigo os seus interesses económicos e culturais na região através de uma mudança na sua política de neutralidade e respeito pelos interesses britânicos. Englandpolitik de Hitler essencialmente impedia uma assistência significativa aos líderes árabes.  Este cuidado em tratar com respeito as iniciativas coloniais inglesas (como a promoção da imigração sionista) também estava ligado às ambições nazis de expulsar os judeus da Europa. 
A Itália também fez com que a natureza da sua assistência aos palestinos dependesse do resultado das suas próprias negociações com a Grã-Bretanha, e cortou a ajuda quando pareceu que os britânicos estavam prontos a admitir o fracasso da sua política pró-sionista na Palestina.  O adversário de Al-Husseini, Ze'ev Jabotinsky, cortou ao mesmo tempo os laços do Irgun com a Itália após a aprovação da legislação racial antissemita.
Embora a Itália tenha oferecido ajuda substancial, alguma assistência alemã também chegou aos poucos. Depois de pedir apoio ao novo Cônsul-Geral alemão, Hans Döhle, em 21 de julho de 1937, a Abwehr abriu brevemente uma exceção à sua política e concedeu alguma ajuda limitada. Mas isso visava pressionar a Grã-Bretanha sobre a Tchecoslováquia. Os embarques de armas prometidos nunca se concretizaram.  Esta não foi a única frente diplomática em que al-Husseini atuou. Um mês após sua visita a Döhle, ele escreveu ao Cônsul americano George Wadsworth (agosto de 1937), a quem professou sua crença de que a América estava distante das ambições imperialistas e, portanto, capaz de entender que o sionismo "representava uma agressão hostil e imperialista dirigida contra um país habitado". Em uma reunião com Wadsworth em 31 de agosto, ele expressou seus temores de que a influência judaica nos Estados Unidos pudesse persuadir o país a se aliar aos sionistas.  No mesmo período, ele cortejou o governo francês, expressando a vontade de ajudá-los na região. 

### Al-Husseini no Iraque
Com a eclosão da Segunda Guerra Mundial em setembro de 1939, o governo iraquiano atendeu a um pedido britânico de romper relações diplomáticas com a Alemanha, internou todos os cidadãos alemães e introduziu medidas de emergência, colocando o Iraque em pé de guerra virtual.  Al-Husseini, entretanto, saiu discretamente de Beirute com sua família em 14 de outubro de 1939, chegando a Bagdá dois dias depois.  Lá, ele foi recebido como o principal nacionalista árabe de sua época e herdeiro do rei Faiçal, o fundador do Iraque moderno. 
Um círculo de 7 oficiais que se opuseram a esta decisão do governo e às medidas tomadas o convidaram, com o acordo de Nuri as-Said, para o Iraque, e ele desempenharia um papel influente lá nos dois anos seguintes. Nuri as-Said esperava negociar concessões na Palestina com os britânicos em troca de uma declaração de apoio à Grã-Bretanha.  Um quadrumvirato de quatro generais mais jovens entre os sete, três dos quais serviram com al-Husseini na Primeira Guerra Mundial, eram hostis à ideia de subordinar os interesses nacionais iraquianos à estratégia e aos requisitos de guerra da Grã-Bretanha.  Eles responderam às altas expectativas públicas de alcançar a independência da Grã-Bretanha e à profunda frustração com o tratamento dado aos palestinos por esta última. Em março de 1940, o nacionalista Rashid Ali substituiu Nuri as-Said. Ali fez contactos secretos com representantes alemães no Médio Oriente, embora ainda não fosse um apoiante abertamente pró-Eixo, e o secretário pessoal de al-Husseini, Kemal Hadad, atuou como elo de ligação entre as potências do Eixo e estes oficiais. 
À medida que a situação europeia para os Aliados se deteriorava, Husseini aconselhou o Iraque a aderir à letra ao seu tratado com a Grã-Bretanha e evitar ser arrastado para a guerra a fim de conservar suas energias para a libertação dos países árabes. Se a Rússia, o Japão e a Itália ficassem do lado da Alemanha, no entanto, os iraquianos deveriam proclamar uma revolta na Palestina.   Em julho de 1940, o Coronel S.F. Newcombe conseguiu elaborar um acordo com Nuri al-Sa'id, que era então Ministro das Relações Exteriores, e os palestinos Jamal al-Husayni e Musa al-'Alami no sentido de que os árabes palestinos apoiariam a Grã-Bretanha e consentiriam com o Livro Branco de 1939 em troca de uma implementação imediata da cláusula relativa à independência do país. O Iraque se comprometeu a colocar metade de seu exército sob o comando dos Aliados fora das fronteiras do país.  Em 29 de agosto, os britânicos, no entanto, renegaram o acordo, ao qual até mesmo Husseini se opôs veementemente inicialmente  até que o governo iraquiano o pressionou. Os britânicos recuaram por medo da reação hostil que o acordo poderia provocar entre os judeus da Palestina e entre os judeus americanos, cuja opinião era importante para a Grã-Bretanha obter o apoio americano na guerra. Naquele verão, a Grã-Bretanha abandonou todas as tentativas de negociar com al-Husseini, e ele se juntou à Alemanha.  A insatisfação de al-Husseini com a política pró-britânica de Nuri, entretanto, foi exacerbada pela recusa deste último em intervir junto aos britânicos em nome das famílias, todas elas conhecidas por ele, de 39 palestinos que haviam sido condenados à morte em julgamentos secretos, na opinião de Husseini, pelo crime de defender seu país. 
Em 23 de maio de 1940, Pinhas Rutenberg sugeriu a um oficial britânico, Bruce Lockhart, que al-Husseini fosse assassinado. A ideia foi amplamente discutida apenas alguns meses depois. O Ministério da Guerra e Winston Churchill aprovaram formalmente seu assassinato em novembro daquele ano,  mas a proposta foi arquivada após objeções do Ministério das Relações Exteriores, preocupado com o impacto que um atentado contra sua vida poderia ter no Iraque, onde sua resistência aos britânicos era amplamente admirada.  Após o golpe de abril de 1941, os britânicos pediram assistência ao Irgun, depois que o general Percival Wavell libertou um de seus comandantes, David Raziel, de sua prisão na Palestina. Eles perguntaram se ele se comprometeria a matar ou sequestrar al-Husseini e destruir as refinarias de petróleo do Iraque. Raziel concordou com a condição de que lhe fosse permitido sequestrar al-Husseini.  Raziel e outros militantes do Irgun foram levados de avião para a base da RAF em Habbaniyya, onde ele morreu dois dias depois, em 20 de maio de 1941, quando o carro em que viajava foi metralhado por um avião alemão.
Al-Husseini usou sua influência e laços com os alemães para promover o nacionalismo árabe no Iraque. Ele estava entre os principais promotores do Clube pan-árabe Al-Muthanna e apoiou o golpe de estado de Rashid Ali em abril de 1941. Quando a Guerra Anglo-Iraquiana eclodiu, durante a qual a Grã-Bretanha usou uma força palestina móvel de tropas britânicas e judaicas, e unidades da Legião Árabe  al-Husseini usou sua influência para emitir uma fatwa para uma guerra santa contra a Grã-Bretanha. A situação dos judeus do Iraque se deteriorou rapidamente, com extorsões e, às vezes, assassinatos ocorrendo. Após a derrota iraquiana e o colapso do governo de Rashid Ali, o pogrom de Farhud em Bagdá, liderado por membros do Clube Al-Muthanna,  que serviu como um canal para o financiamento da propaganda alemã,  eclodiu em junho de 1941. Foi o primeiro pogrom iraquiano em um século, alimentado por violentos sentimentos antijudaicos despertados na década anterior pelo conflito em curso entre árabes e judeus na Palestina. 
Quando a resistência iraquiana entrou em colapso – dada a sua escassez, a assistência alemã e italiana desempenhou um papel insignificante na guerra  – al-Husseini escapou de Bagdá em 30 de maio de 1941 para a Pérsia (junto com Rashid Ali), onde recebeu asilo extraterritorial primeiro do Japão e depois da Itália. Em 8 de outubro, após a ocupação da Pérsia pelos Aliados e depois que o novo governo persa do Xá Mohammad Reza Pahlavi cortou relações diplomáticas com as potências do Eixo, al-Husseini foi colocado sob proteção italiana.   Em uma operação organizada pela Inteligência Militar Italiana (Servizio Informazioni Militari, ou SIM).  Al-Husseini não foi bem-vindo na Turquia, nem recebeu permissão ou visto para entrar; no entanto, ele viajou pela Turquia com a ajuda de diplomatas italianos e japoneses para chegar à Bulgária e, eventualmente, à Itália. 

### Na Europa ocupada pelos nazistas
Al-Husseini chegou a Roma em 10 de outubro de 1941. Ele delineou suas propostas diante de Ubaldo Alberto Mellini Ponce de León. Com a condição de que as potências do Eixo "reconhecessem em princípio a unidade, a independência e a soberania de um estado árabe, incluindo Iraque, Síria, Palestina e Transjordânia", ele ofereceu apoio na guerra contra a Grã-Bretanha e declarou sua disposição de discutir as questões dos "Lugares Sagrados, Líbano, Canal de Suez e Aqaba". O Ministério das Relações Exteriores italiano aprovou a proposta de al-Husseini, recomendou dar-lhe uma doação de um milhão de liras e o encaminhou a Benito Mussolini, que se encontrou com al-Husseini em 27 de outubro. De acordo com o relato de al-Husseini, foi uma reunião amigável na qual Mussolini expressou sua hostilidade aos judeus e ao sionismo. 

No Verão de 1940 e novamente em Fevereiro de 1941, al-Husseini apresentou ao Governo Nazi Alemão um projecto de declaração de cooperação germano-árabe, contendo uma cláusula
| “ | A Alemanha e a Itália reconhecem o direito dos países árabes de resolver a questão dos elementos judaicos que existem na Palestina e nos outros países árabes, conforme exigido pelos interesses nacionais e étnicos (völkisch) dos árabes, e como a questão judaica foi resolvida na Alemanha e na Itália. | ” |

Encorajado por seu encontro com o líder italiano, al-Husseini preparou um rascunho de declaração, afirmando o apoio do Eixo aos árabes em 3 de novembro. Em três dias, a declaração, ligeiramente alterada pelo Ministério das Relações Exteriores italiano, recebeu a aprovação formal de Mussolini e foi encaminhada à embaixada alemã em Roma. Em 6 de novembro, al-Husseini chegou a Berlim, onde discutiu o texto de sua declaração com Ernst von Weizsäcker e outras autoridades alemãs. No rascunho final, que diferia apenas marginalmente da proposta original de al-Husseini, as potências do Eixo declararam sua prontidão para aprovar a eliminação (Beseitigung) do Lar Nacional Judaico na Palestina. 

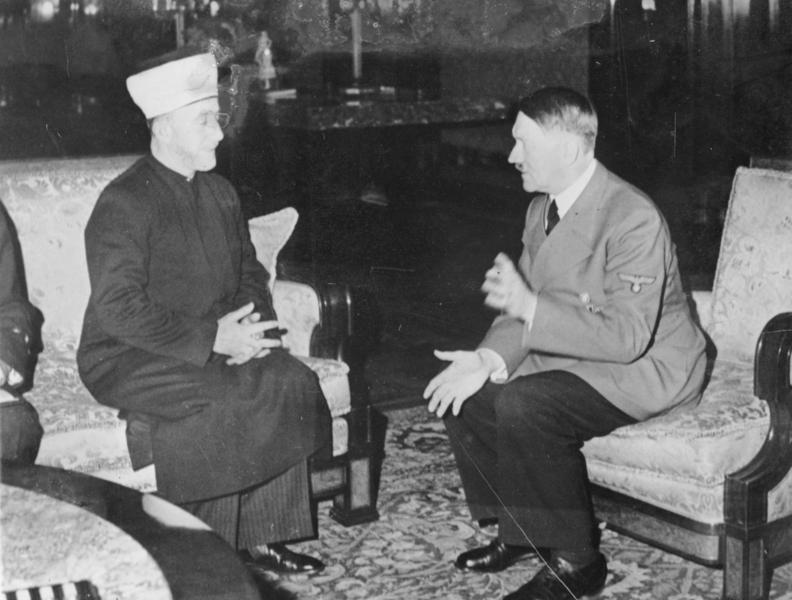
Encontro de Haj Amin al-Husseini com Adolf Hitler (28 de novembro de 1941)

Em 20 de novembro, al-Husseini encontrou-se com o Ministro das Relações Exteriores alemão Joachim von Ribbentrop  e foi oficialmente recebido por Adolf Hitler em 28 de novembro.  Hitler, lembrando-se de Husseini, observou que ele "tem mais de um ariano entre seus ancestrais e um que pode ser descendente da melhor linhagem romana".  Ele pediu a Adolf Hitler uma declaração pública que "reconhecesse e simpatizasse com as lutas árabes pela independência e libertação, e que apoiasse a eliminação de uma pátria judaica nacional".  Hitler recusou-se a fazer tal anúncio público, dizendo que isso fortaleceria os gaullistas contra a França de Vichy, mas pediu a al-Husseini "para guardar ... bem no fundo de seu coração" os seguintes pontos, que Christopher Browning resume da seguinte forma, que:
| “ | A Alemanha decidiu, passo a passo, pedir a uma nação europeia após a outra que resolvesse seu problema judaico e, no momento oportuno, dirigir um apelo semelhante também às nações não europeias. Quando a Alemanha derrotasse a Rússia e invadisse o Cáucaso para o Oriente Médio, não teria mais objetivos imperiais próprios e apoiaria a libertação árabe... Mas Hitler tinha um objetivo. "O objetivo da Alemanha seria então unicamente a destruição do elemento judeu residente na esfera árabe sob a proteção do poder britânico". (Das deutsche Ziel würde dann lediglich die Vernichtung des im arabischen Raum unter der Protektion der britischen Macht lebenden Judentums sein). Em suma, os judeus não seriam simplesmente expulsos da esfera alemã, mas seriam caçados e destruídos até mesmo além dela. | ” |

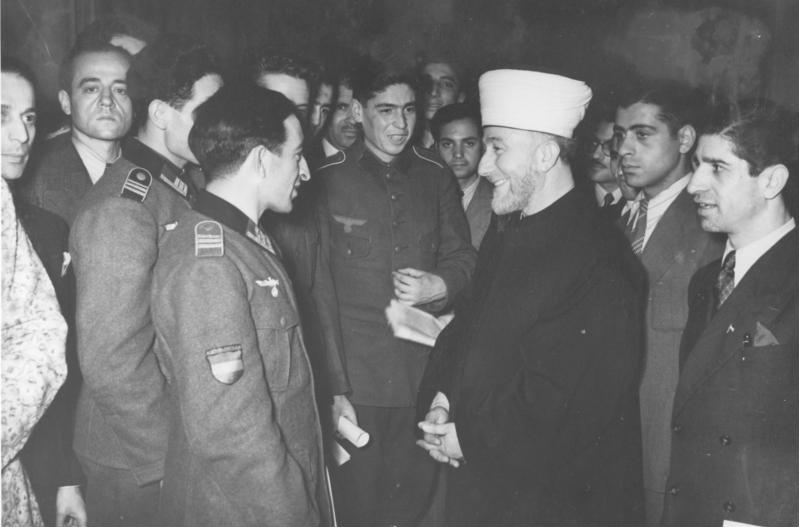
Al-Husseini se reunindo com voluntários muçulmanos, incluindo a Legião do Azerbaijão, na abertura do Instituto Central Islâmico em Berlim em 18 de dezembro de 1942, durante o festival muçulmano Eid al-Adha.

Um registro separado da reunião foi feito por Fritz Grobba, que até recentemente havia sido o embaixador alemão no Iraque. Sua versão das palavras cruciais diz: "quando chegar a hora da libertação árabe, a Alemanha não terá nenhum interesse além da destruição do poder que protege os judeus".
O próprio relato de Al-Husseini sobre este ponto, conforme registado no seu diário, é muito semelhante ao de Grobba. De acordo com o relato de Amin, no entanto, quando Hitler expôs a sua opinião de que os judeus eram responsáveis pela Primeira Guerra Mundial, pelo marxismo e pelas suas revoluções, e que era por isso que a tarefa dos alemães era perseverar numa batalha sem piedade contra os judeus, ele respondeu: "Nós, árabes, pensamos que o sionismo, e não os judeus, é a causa de todos estes actos de sabotagem." 
Em dezembro de 1942, al-Husseini fez um discurso na celebração da abertura do Instituto Central Islâmico (Islamisches Zentralinstitut) em Berlim, da qual foi presidente honorário. No discurso, criticou duramente aqueles que considerava agressores contra os muçulmanos, nomeadamente "judeus, bolcheviques e anglo-saxões". Na época da abertura do Instituto Central Islâmico, estimava-se que havia 3.000 muçulmanos na Alemanha, incluindo 400 alemães convertidos. O Instituto Central Islâmico conferiu aos muçulmanos na Alemanha laços institucionais com o "Terceiro Reich". 
Fritz Grobba escreveu em 17 de julho de 1942 que um membro da equipe de al-Husseini havia visitado o campo de concentração de Sachsenhausen e que "os judeus despertaram interesse particular entre os árabes. ... Tudo isso causou uma impressão muito favorável nos árabes."  Na época, o campo de Sachsenhausen, criado pelas autoridades nazistas como um "campo modelo" para ser exibido a visitantes nacionais e estrangeiros,  abrigava um grande número de judeus, mas só foi transformado em um campo de extermínio no ano seguinte.  O campo foi apresentado durante a visita como uma instituição de reeducação, e eles viram a alta qualidade dos objetos feitos por detentos e prisioneiros russos felizes que, reformados para lutar contra o bolchevismo, desfilavam cantando em novos uniformes alegres. Eles deixaram o campo muito favoravelmente impressionados com seu programa de doutrinação educacional.  Nas suas memórias, ele recorda Himmler ter-lhe contado o quão chocado ficou ao observar kapos judeus a abusarem de outros judeus e que Himmler alegou ter mandado punir os culpados. 
De modo geral, tendo fornecido muito financiamento para al-Huysayni e sua comitiva, os alemães estavam insatisfeitos com o retorno do investimento. Ele era altamente sigiloso sobre suas redes de contatos no Oriente Médio, e a Abwehr reclamava que ele não lhes havia fornecido "praticamente nenhuma informação militar de valor". À medida que a Abwehr se desencantava com ele, al-Husayni gravitou em 1943 em direção à SS. 

### O Holocausto

#### Al-Husseini e o Holocausto
Al-Husseini foi descrito pelo Congresso Judaico Americano como "capanga de Hitler"  e alguns estudiosos, como Schwanitz e Rubin, argumentaram que Husseini tornou a Solução Final inevitável ao excluir a possibilidade de os judeus escaparem para a Palestina. 
Gilbert Achcar refere-se a um encontro entre al-Husseini e Heinrich Himmler, no verão de 1943, e observa:
| “ | O Mufti tinha plena consciência de que os judeus europeus estavam sendo exterminados; ele nunca afirmou o contrário. Nem, ao contrário de alguns de seus admiradores atuais, jogou o jogo ignóbil, perverso e estúpido da negação do Holocausto... . Seu amour-propre não lhe permitia justificar-se aos judeus... regozijando-se com o fato de os judeus terem pago um preço muito mais alto do que os alemães... ele cita... : "Suas perdas na Segunda Guerra Mundial representam mais de trinta por cento do número total de seu povo...". Declarações como esta, de um homem que estava bem posicionado para saber o que os nazistas haviam feito... constituem um argumento poderoso contra os negadores do Holocausto. Husseini relata que Reichsführer-SS Heinrich Himmler ... lhe disse no verão de 1943 que os alemães "já haviam exterminado mais de três milhões" de judeus: "Fiquei surpreso com esse número, pois eu não sabia nada sobre o assunto até então." ... Assim, em 1943, Husseini sabia sobre o genocídio.... | ” |

As memórias de Al-Husseini continuam:
| “ | Himmler me perguntou na ocasião: "Como você propõe resolver a questão judaica em seu país?" Eu respondi: "Tudo o que queremos deles é que retornem aos seus países de origem." Ele (Himmler) respondeu: "Jamais autorizaremos seu retorno à Alemanha." | ” |

Wolfgang G. Schwanitz duvida da sinceridade de sua surpresa, já que, segundo ele, Husseini declarou publicamente que os muçulmanos deveriam seguir o exemplo dado pelos alemães para uma "solução definitiva para o problema judaico".
Posteriormente, al-Husseini declarou em novembro de 1943: 
| “ | É dever dos muçulmanos em geral e dos árabes em particular... expulsar todos os judeus dos países árabes e muçulmanos... A Alemanha também luta contra o inimigo comum que oprimiu árabes e muçulmanos em seus diferentes países. Reconheceu claramente os judeus pelo que são e decidiu encontrar uma solução definitiva (endgültige Lösung) para o perigo judaico, que elimine o flagelo que os judeus representam no mundo. | ” |

Nos julgamentos de Nuremberg, um dos representantes de Adolf Eichmann, Dieter Wisliceny, declarou que al-Husseini havia encorajado ativamente o extermínio de judeus europeus, e que al-Husseini teve uma reunião com Eichmann em seu escritório, durante a qual Eichmann lhe deu uma visão do estado atual da "Solução da Questão Judaica na Europa" pelo Terceiro Reich. A alegação é descartada pela maioria dos historiadores sérios. Um único depoimento de Rudolf Kastner relatou que Wisliceny lhe disse que ouviu Husseini dizer que visitou Auschwitz incógnito na companhia de Eichmann. Eichmann negou isso em seu julgamento em Jerusalém em 1961. Ele havia sido convidado para a Palestina em 1937 com seu superior Hagen por um representante da Haganah, Feival Polkes,  Polkes apoiou a política externa alemã no Oriente Próximo e se ofereceu para trabalhar para eles na inteligência. Eichmann e Hagen passaram uma noite em Haifa, mas tiveram o visto negado para permanecer por mais tempo.  Eles encontraram Polkes no Cairo.   Eichmann declarou que só foi apresentado a al-Husseini durante uma recepção oficial, junto com todos os outros chefes de departamento, e não há evidências, apesar das investigações intensivas, que mostrem que al-Husseini tenha sido um colaborador próximo de Eichmann, exercendo influência sobre ele ou acompanhando-o em visitas a campos de extermínio.  O tribunal de Jerusalém aceitou o testemunho de Wisliceny sobre uma conversa importante entre Eichmann e o mufti,  e considerou provado que al-Husseini tinha como objetivo implementar a Solução Final.  Hannah Arendt, que estava presente no julgamento, concluiu em seu livro, Eichmann em Jerusalém: Um Relatório sobre a Banalidade do Mal, que as evidências de uma conexão Eichmann-al-Husseini eram baseadas em rumores e infundadas.  
Rafael Medoff conclui que "na verdade, não há evidências de que a presença do Mufti tenha sido um fator; o boato de Wisliceny não é apenas não corroborado, mas entra em conflito com tudo o mais que se sabe sobre as origens da Solução Final".  Bernard Lewis também colocou o testemunho de Wisliceny em dúvida: "Não há confirmação documental independente das declarações de Wisliceny, e parece improvável que os nazistas precisassem de qualquer incentivo adicional de fora".  Bettina Stangneth chamou as alegações de Wisliceny de "histórias coloridas" que "têm pouco peso". 

#### Oposição à imigração judaica
Al-Husseini se opôs a toda imigração de judeus para a Palestina e, durante a guerra, fez campanha contra a transferência de refugiados judeus para a Palestina. Nenhuma evidência foi apresentada para mostrar que ele se opunha à transferência de judeus para países fora do Oriente Médio.  As numerosas cartas de Al-Husseini apelando a várias autoridades governamentais para impedir que refugiados judeus emigrassem para a Palestina foram republicadas e amplamente citadas como evidência documental de seu apoio participativo ao genocídio nazista. Por exemplo, Husseini interveio em 13 de maio de 1943, antes do encontro com Himmler, quando foi informado do Holocausto,  junto ao Ministério das Relações Exteriores da Alemanha para bloquear possíveis transferências de judeus da Bulgária, Hungria e Romênia para a Palestina, após receber relatos de que 4.000 crianças judias acompanhadas por 500 adultos conseguiram chegar à Palestina. Ele pediu ao Ministro das Relações Exteriores "que fizesse o máximo" para bloquear todas essas propostas, e esse pedido foi atendido.  De acordo com Idith Zertal, nenhum dos documentos apresentados no julgamento de Eichmann prova que foi a interferência de al-Husseini, nestes "atos de maldade total", que impediu o resgate das crianças.  Em junho de 1943, al-Husseini recomendou ao ministro húngaro que seria melhor enviar os judeus da Hungria para campos de concentração na Polônia do que deixá-los encontrar asilo na Palestina. Um ano depois, em 25 de julho de 1944, ele escreveu ao ministro das Relações Exteriores húngaro para registrar sua objeção à liberação de certificados para 900 crianças judias e 100 adultos para transferência da Hungria, temendo que eles pudessem acabar na Palestina. Ele sugeriu que, se tais transferências de população fossem consideradas necessárias, então
| “ | Peço a Vossa Excelência que me permita chamar a sua atenção para a necessidade de impedir que os judeus deixem o seu país para a Palestina e, se houver razões que tornem necessária a sua remoção, seria indispensável e infinitamente preferível enviá-los para outros países onde se encontrassem sob controlo activo, por exemplo, na Polônia, evitando assim perigos e prevenindo danos. | ” |

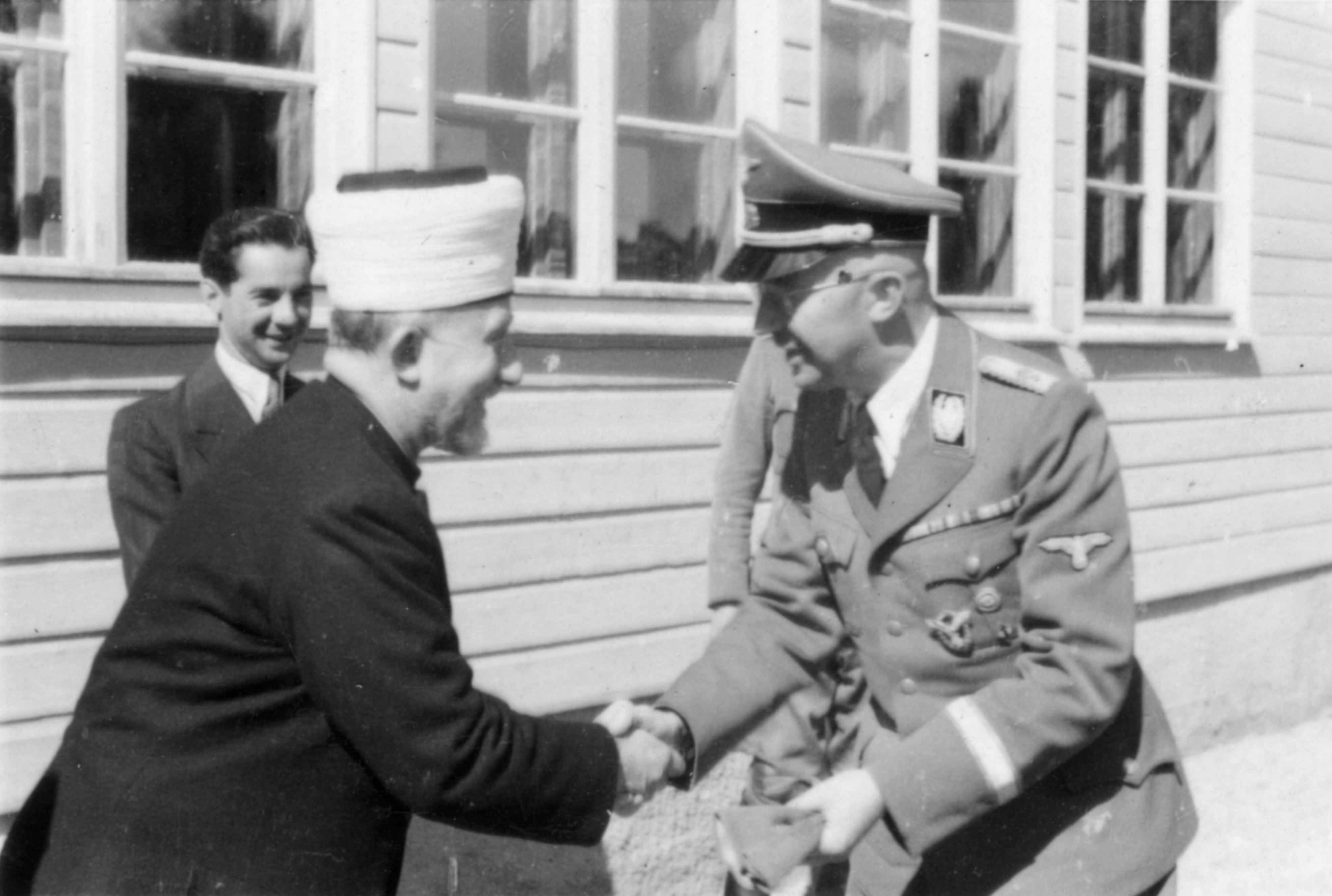
Encontro de Haj Amin al-Husseini com Heinrich Himmler (1943).

Achcar cita as memórias de al-Husseini sobre esses esforços para influenciar as potências do Eixo a impedir a emigração de judeus da Europa Oriental para a Palestina:
| “ | Combatemos essa iniciativa escrevendo a Ribbentrop, Himmler e Hitler e, posteriormente, aos governos da Itália, Hungria, Romênia, Bulgária, Turquia e outros países. Conseguimos frustrar essa iniciativa, uma circunstância que levou os judeus a fazerem acusações terríveis contra mim, nas quais me responsabilizaram pela liquidação de quatrocentos mil judeus que não puderam emigrar para a Palestina nesse período. Acrescentaram que eu deveria ser julgado como criminoso de guerra em Nuremberg. | ” |

Em Setembro de 1943, as intensas negociações para resgatar 500 crianças judias do campo de concentração de Arbe fracassaram devido à objecção de al-Husseini, que bloqueou a partida das crianças para a Turquia, porque acabariam na Palestina. 

### Intervenção na Palestina e Operação Atlas
Al-Husseini colaborou com os alemães em inúmeras operações de sabotagem e comando no Iraque, Transjordânia e Palestina, e repetidamente instou os alemães a bombardear Tel Aviv  e Jerusalém "para prejudicar os judeus palestinos e para fins de propaganda no mundo árabe", como disseram seus interlocutores nazistas. As propostas foram rejeitadas por serem inviáveis.  Os fascistas italianos previram um projeto para estabelecê-lo como chefe de um centro de inteligência no Norte da África, e ele concordou em atuar como comandante de forças regulares e irregulares em uma futura unidade que flanquearia as tropas do Eixo para realizar operações de sabotagem atrás das linhas inimigas. 
A Operação ATLAS foi uma dessas operações conjuntas. Uma unidade de comando especial da Waffen SS foi criada, composta por três membros da seita religiosa Templária na Palestina e dois árabes palestinos recrutados entre os associados de al-Husseini, Hasan Salama e Abdul Latif (que havia editado os discursos de rádio de al-Husseini em Berlim).  Foi estabelecido que a missão, informada por al-Husseini antes da partida, tinha como objetivo estabelecer uma base de coleta de inteligência na Palestina, transmitir informações por rádio para a Alemanha e comprar apoio entre os árabes na Palestina, recrutando-os e armando-os para fomentar tensões entre judeus e árabes, perturbar as autoridades mandatárias e atingir alvos judeus. 
O plano terminou em fiasco: eles tiveram uma recepção fria na Palestina,  três dos cinco infiltrados foram rapidamente presos e o material apreendido. Sua carga lançada de avião foi encontrada pelos britânicos e consistia em submetralhadoras, dinamite, equipamento de rádio, 5.000 libras esterlinas, uma máquina duplicadora, um dicionário alemão-árabe,  e uma quantidade de veneno.  Michael Bar-Zohar e Eitan Haber alegaram que a missão incluía um plano para envenenar o abastecimento de água de Tel Aviv,  Não há vestígios desse plano de envenenamento nas biografias padrão, palestinas e israelenses, de Husseini. 

### Propaganda

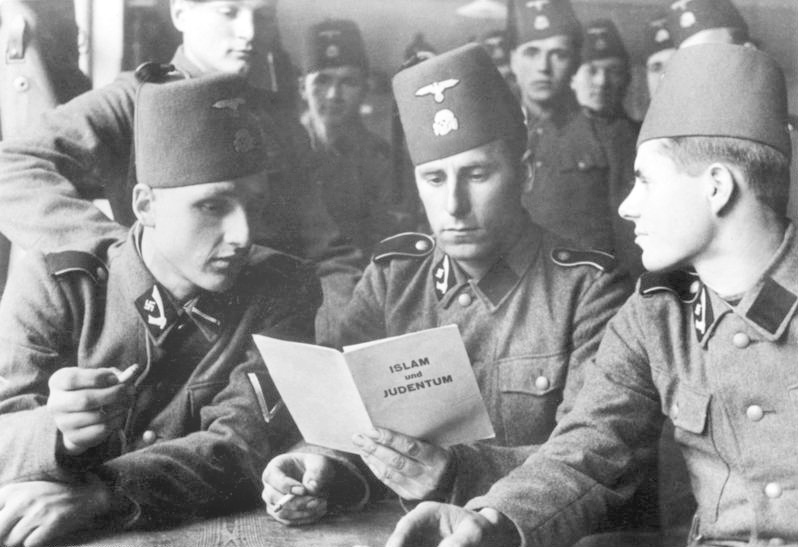
Soldados bosníacos da 13ª Divisão SS, lendo o panfleto de Husseini, Islã e Judaísmo

Durante a Segunda Guerra Mundial, al-Husseini trabalhou para as Potências do Eixo como locutor de propaganda visando a opinião pública árabe. Ele foi então acompanhado por outros árabes, como Fawzi al-Qawuqji  e Hasan Salama. O Mufti recebia "uma fortuna absoluta" de 50.000 marcos por mês (quando um marechal de campo alemão ganhava 25.000 marcos por ano),  o equivalente hoje a US$ 12.000.000 por ano.  Walter Winchell o chamou de "o Lorde Haw-Haw árabe".  Apenas cerca de 6.300 soldados árabes acabaram sendo treinados por organizações militares alemãs, não mais do que 1.300 da Palestina, Síria e Iraque juntos. Em contraste, a Grã-Bretanha conseguiu recrutar 9.000 homens só da Palestina e um quarto de milhão de soldados norte-africanos serviram no Exército de Libertação Francês, onde constituíram a maioria dos seus mortos e feridos. 
O Mufti também escreveu um panfleto para a 13ª Divisão SS Handschar, traduzido como Islam i Židovstvo (Islã e Judaísmo), que terminava com uma citação de Bukhari-Muslim, de Abu Khurreira, que afirma: "O Dia do Juízo Final chegará, quando os muçulmanos esmagarão os judeus completamente: E quando cada árvore atrás da qual um judeu se esconde dirá: 'Há um judeu atrás de mim, mate-o!'".  Alguns relatos alegam que o Handschar foi responsável pela morte de 90% dos judeus bósnios. No entanto, as unidades Handschar foram mobilizadas somente depois que a maioria dos judeus na Croácia foi deportada ou exterminada pelo regime Ustaše. Um relato, no entanto, de uma patrulha Handschar assassinando alguns civis judeus em Zvornik em abril de 1944, após sua verdadeira identidade ser revelada, é plausível. 
Em 1 de março de 1944, ao falar na Rádio Berlim, al-Husseini disse: "Árabes, levantem-se como um só homem e lutem pelos seus direitos sagrados. Matem os judeus onde quer que os encontrem. Isso agrada a Deus, à história e à religião. Isso salva a vossa honra. Deus está convosco."    Esta declaração foi descrita como incitação ao genocídio. 

### Recrutamento

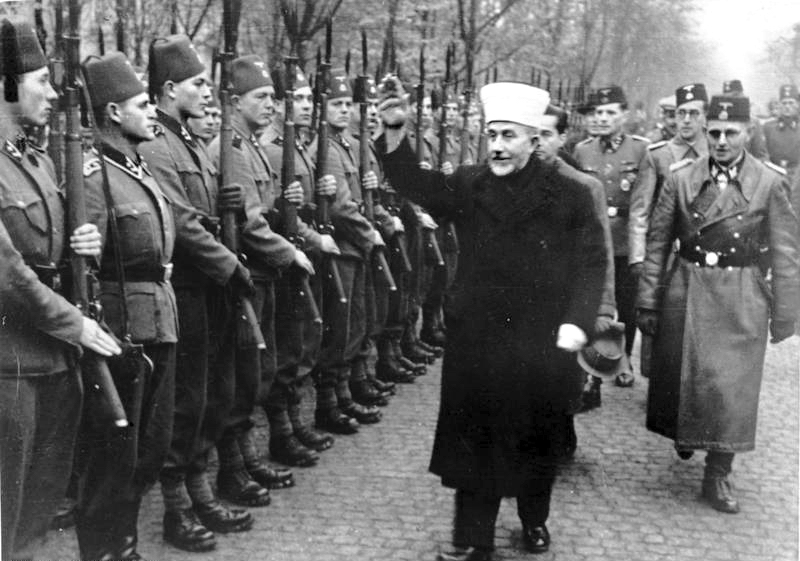
Novembro de 1943 al-Husseini cumprimentando voluntários bosníacos da Waffen-SS com uma saudação nazista. À direita está o general SS Karl-Gustav Sauberzweig.

Entre a liderança nazista, o maior interesse na ideia de criar unidades muçulmanas sob comando alemão foi demonstrado por Heinrich Himmler, que via o mundo islâmico como um aliado potencial contra o Império Britânico e considerava o Estado Independente da Croácia, fantoche nazista, como um "estado ridículo".  Himmler tinha uma visão romântica do islamismo como uma fé "que fomentava soldados destemidos", e isso provavelmente desempenhou um papel significativo   em sua decisão de levantar três divisões muçulmanas sob liderança alemã nos Bálcãs de muçulmanos bósnios e albaneses:   a 13ª Handschar, a 21ª Skanderbeg e a 23ª Kama. Divididas por conflitos interétnicos, as comunidades judaica, croata, cigana, sérvia e muçulmana da região sofreram enormes perdas de vidas,   os muçulmanos bósnios perderam cerca de 85.000 apenas nas operações genocidas de limpeza étnica dos Chetniks. Os muçulmanos tinham três opções: juntar-se aos Ustaše croatas, ou aos guerrilheiros iugoslavos, ou criar unidades de defesa locais. Seguindo uma tradição de serviço nos antigos regimentos bósnios do antigo exército austro-húngaro, eles escolheram uma aliança com a Alemanha, que lhes prometeu autonomia. Husseini, tendo sido peticionado pelos líderes muçulmanos bósnios, estava bem informado de sua situação. Insatisfeito com o baixo alistamento, Himmler pediu ao mufti que interviesse.  Husseini negociou, fez vários pedidos, em sua maioria ignorados pela SS, e conduziu várias visitas à área.  Os seus discursos e a sua autoridade carismática foram fundamentais para melhorar significativamente o alistamento.  Num discurso, declarou que:
| “ | As terras que sofrem sob o jugo britânico e bolchevique aguardam impacientemente o momento em que o Eixo (potências) sairá vitorioso. Devemos nos dedicar à luta incessante contra a Grã-Bretanha – esse calabouço de povos – e à destruição completa do Império Britânico. Devemos nos dedicar à luta incessante contra a Rússia bolchevique, porque o comunismo é incompatível com o Islã. | ” |

Um oficial da SS relatando impressões do discurso do mufti em Sarajevo disse que Husseini era reservado sobre lutar contra o bolchevismo, seus principais inimigos eram os colonos judeus na Palestina e os ingleses.  Durante uma visita em julho de 1943, o mufti disse: "A cooperação ativa dos 400 milhões de muçulmanos do mundo com seus amigos leais, os alemães, pode ter influência decisiva no resultado da guerra. Vocês, meus muçulmanos bósnios, são a primeira divisão islâmica [e] servem como um exemplo de colaboração ativa... O inimigo do meu inimigo é meu amigo."  Himmler, ao se dirigir à unidade em outra ocasião, declarou: "A Alemanha [e] o Reich têm sido amigos do Islã nos últimos dois séculos, não por conveniência, mas por convicção amigável. Temos os mesmos objetivos." 
Em um acordo assinado por Husseini e Himmler em 19 de maio de 1943, foi especificado que nenhuma síntese do islamismo e do nacionalismo ocorreria. Husseini pediu que as operações divisionais muçulmanas fossem restritas à defesa do coração muçulmano da Bósnia e Herzegovina; que os guerrilheiros fossem anistiados se depusessem suas armas; que a população civil não fosse sujeita a vexações por tropas; que assistência fosse oferecida a inocentes feridos pelas operações; e que medidas severas como deportações, confiscos de bens ou execuções fossem governadas de acordo com o Estado de direito.  O Handschar ganhou reputação de brutalidade ao livrar o nordeste da Bósnia de sérvios e guerrilheiros: muitos muçulmanos locais, observando a violência, foram levados a se juntar aos guerrilheiros comunistas.   Uma vez redistribuídos para fora da Bósnia, e à medida que a sorte da guerra mudou, ocorreram deserções e deserções em massa, e os Volksdeutsche foram convocados para substituir as perdas.  O mufti atribuiu as deserções em massa ao apoio alemão aos Četniks.  Muitos bósnios dessas divisões que sobreviveram à guerra buscaram asilo em países ocidentais e árabes, e daqueles que se estabeleceram no Oriente Médio, muitos lutaram na Palestina contra o novo estado de Israel.  Reagindo à formação pela Grã-Bretanha de uma legião judaica especial na causa aliada, Husseini instou a Alemanha a levantar uma legião árabe semelhante.   Husseini ajudou a organizar estudantes árabes, prisioneiros de guerra e emigrantes norte-africanos na Alemanha no "Arabisches Freiheitkorps", uma Legião Árabe no Exército Alemão que caçava paraquedistas Aliados nos Balcãs e lutava na frente Russa.  

## Atividades após a Segunda Guerra Mundial

### Prisão e fuga
Após o fim da Segunda Guerra Mundial, al-Husseini tentou obter asilo na Suíça, mas seu pedido foi recusado.  Ele foi levado sob custódia em Constança pelas tropas de ocupação francesas em 5 de maio de 1945 e, em 19 de maio, foi transferido para a região de Paris e colocado em prisão domiciliar. 
Por esta altura, o chefe britânico da Divisão de Investigação Criminal da Palestina disse a um adido militar americano que o Mufti poderia ser a única pessoa capaz de unir os árabes palestinos e "acalmar os sionistas". 
Henri Ponsot, ex-embaixador da França na Síria, liderou as discussões com ele e teve uma influência decisiva nos eventos.  As autoridades francesas esperavam uma melhoria no status da França no mundo árabe por meio de seus intermediários e lhe concederam "condições especiais de detenção, benefícios e privilégios cada vez mais importantes e constantemente preocupados com seu bem-estar e o de sua comitiva".  Em outubro, ele até recebeu permissão para comprar um carro em nome de um de seus secretários e desfrutou de alguma liberdade de movimento e também poderia encontrar quem quisesse.  Al-Husseini propôs aos franceses duas possibilidades de cooperação: "ou uma ação no Egito, Iraque e até mesmo na Transjordânia para acalmar a excitação antifrancesa após os eventos na Síria e por causa de sua dominação no Norte da África; ou que ele tomaria a iniciativa de provocações na [Palestina], no Egito e no Iraque contra a Grã-Bretanha", para que os países árabes prestassem mais atenção à política britânica do que à da França.  Al-Husseini ficou muito satisfeito com a sua situação em França e lá permaneceu durante um ano inteiro. 
Já em 24 de maio, a Grã-Bretanha solicitou a extradição de al-Husseini, argumentando que ele era um cidadão britânico que havia colaborado com os nazistas.  Apesar de estar na lista de criminosos de guerra, a França decidiu considerá-lo um prisioneiro político e se recusou a atender ao pedido britânico. A França se recusou a extraditá-lo para a Iugoslávia, onde o governo queria processá-lo pelos massacres de sérvios.  Poussot acreditou nas alegações de al-Husseini de que o massacre de sérvios havia sido realizado pelo general Mihailovic e não por ele. Al-Husseini também explicou que 200.000 muçulmanos e 40.000 cristãos foram assassinados pelos sérvios e que ele havia estabelecido uma divisão de soldados somente depois que os muçulmanos bósnios pediram sua ajuda e que alemães e italianos se recusaram a fornecer qualquer apoio a eles.  Enquanto isso, representantes sionistas — temendo que al-Husseini escapasse — apoiaram o pedido de extradição da Iugoslávia. Alegaram que al-Husseini também era responsável pelos massacres na Grécia e apontaram sua ação contra os Aliados no Iraque em 1941; além disso, solicitaram o apoio dos Estados Unidos na questão. 
Membros da Agência Judaica, que detestavam Husseini como um colaborador nazista, e que estavam cientes de que os estados estavam competindo para empregar nazistas e colaboradores nazistas, reuniram documentação de crimes de guerra sobre o papel de al-Husseini no Holocausto. Isso foi feito para impedir sua reintegração a uma posição de liderança na Palestina, em uma tentativa de prendê-lo e processá-lo, e no contexto de um exercício intensivo de relações públicas para estabelecer um estado judeu na Palestina Mandatária.  A reputação de Haj Amin al-Husseini entre os judeus no período pós-guerra imediato é indicada pela observação de Raul Hilberg de que quando a culpabilidade pela Destruição dos Judeus Europeus foi debatida em 1945, al-Husseini foi o único indivíduo específico escolhido para ser levado a julgamento. Em junho de 1945, os líderes do Yishuv decidiram eliminar al-Husseini. Embora al-Husseini tenha sido localizado por membros do exército judeu que começaram a planejar um assassinato, a missão foi cancelada em dezembro por Moshe Sharett ou por David Ben-Gurion, provavelmente porque temiam transformar o Grande Mufti em um mártir.  
Uma campanha de intimidação foi lançada para convencer o mufti de que, a pedido de Léon Blum, ele seria entregue aos britânicos.  Em setembro, os franceses decidiram organizar sua transferência para um país árabe. Egito, Arábia Saudita ou Iêmen foram considerados e contatos diplomáticos foram feitos com suas autoridades e com a Liga Árabe. 
Em 29 de maio, depois que um influente marroquino organizou sua fuga e a polícia francesa suspendeu sua vigilância, al-Husseini deixou a França em um voo da TWA para o Cairo usando documentos de viagem fornecidos por um político sírio próximo à Irmandade Muçulmana. Demorou mais de 12 dias para que o ministro das Relações Exteriores francês percebesse que ele havia fugido, e os britânicos não conseguiram prendê-lo no Egito, depois que aquele país lhe concedeu asilo político.  
Em 12 de agosto de 1947, al-Husseini escreveu ao ministro das Relações Exteriores francês, Georges Bidault, agradecendo à França por sua hospitalidade e sugerindo que a França continuasse com essa política para aumentar seu prestígio aos olhos de todos os muçulmanos. Em setembro, uma delegação do Alto Comitê Árabe foi a Paris e propôs que os árabes adotassem uma posição neutra sobre a questão do Norte da África em troca do apoio da França na questão palestina. 

### Liderança política palestina do pós-guerra
Em novembro de 1945, por iniciativa da Liga Árabe, o "Alto Comitê Árabe" (AHC) foi restabelecido como o órgão executivo supremo que representava os árabes na Palestina sob Mandato. Esse AHC, composto por 12 membros, incluía apoiadores de Husseini e alguns membros de partidos políticos que se opunham ao Grão-Mufti e seus aliados. A disputa entre os apoiadores de Husseini e sua oposição foi acirrada com o retorno de Jamal al-Husseini ao Oriente Médio e sua retomada da atividade política. Em março de 1946, o AHC foi dissolvido e, em seguida, Jamal o reconstituiu como uma organização composta exclusivamente por aliados políticos e familiares de Husseini. Os ministros das Relações Exteriores da Liga Árabe intervieram em maio de 1946, substituindo tanto o AHC quanto a "Frente Superior Árabe" opositora pelo "Alto Executivo Árabe" (AHE) para representar os árabes palestinos. Haj Amin al-Husseini era o presidente do AHE, embora ausente, e Jamal atuou como vice-presidente. A facção Husseini dominava o AHE, composto por nove membros. Posteriormente, al-Husseini retornou ao Egito e iniciou sua liderança prática sobre os árabes palestinos enquanto residia no Cairo. O nome do AHE foi alterado novamente para AHC em janeiro de 1947. 

### Guerra da Palestina de 1948

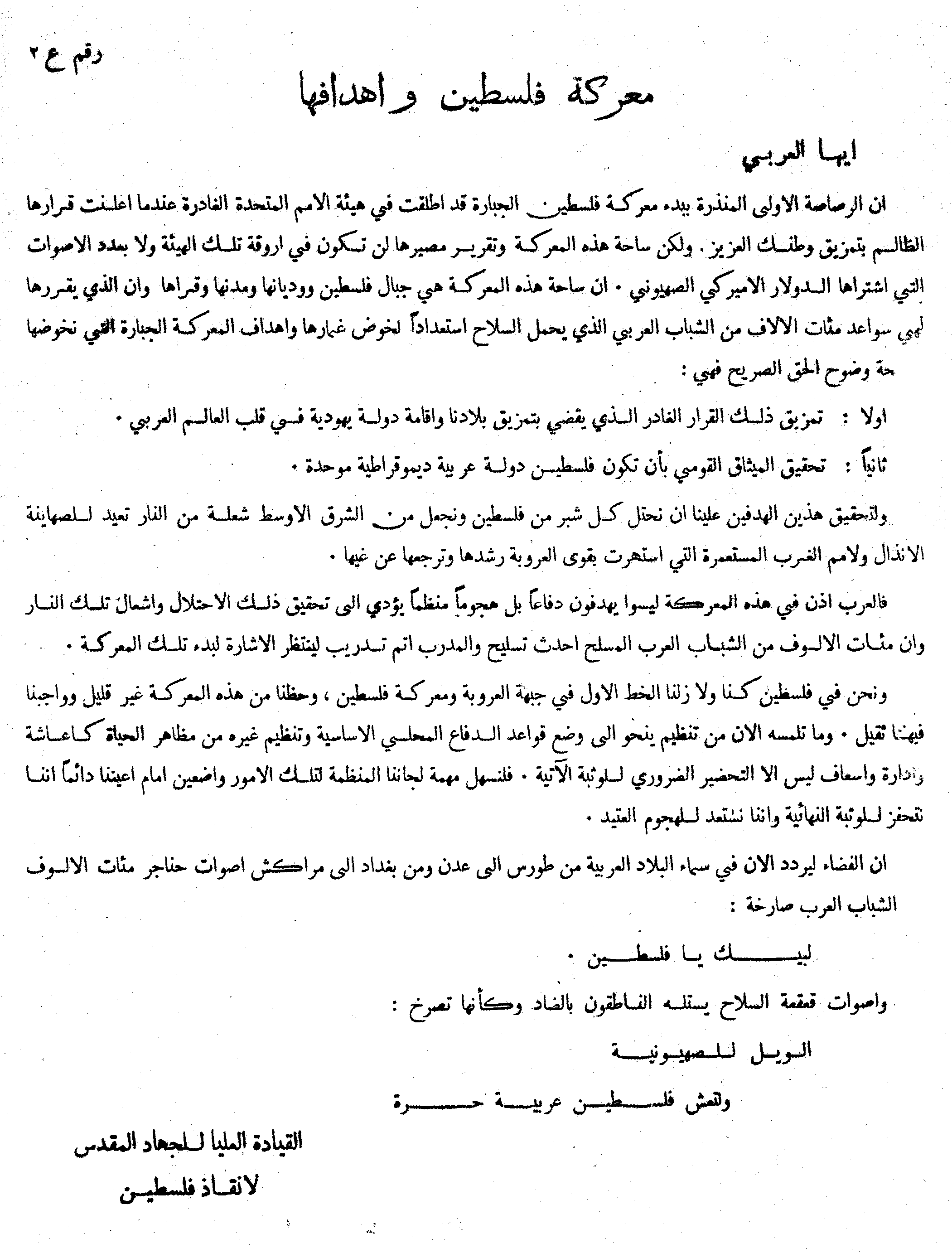
Um folheto, distribuído após a resolução de partição da ONU, pelo Alto Comando Mufti, que convoca os árabes a atacar e conquistar toda a Palestina, a incendiar todo o Oriente Médio e a restringir a resolução de partição da ONU

#### A Resolução de Partilha da ONU

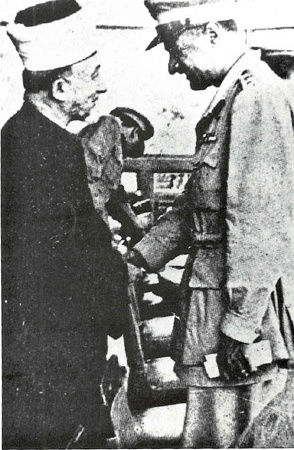
Encontro de Haj Amin al-Husseini com Gamal Abdel Nasser, o futuro presidente egípcio em 1948

Quando o Comitê Especial das Nações Unidas para a Palestina apresentou as suas recomendações para a partilha da Palestina, o Alto Comissário da Palestina, Alan Cunningham, enviou emissários ao Cairo para sondar al-Husseini, embora transferir qualquer poder de Estado para ele fosse impensável.  Musa Alami supôs que o Mufti concordaria com a partilha se lhe fosse prometido que governaria o futuro estado árabe. De acordo com Issa Khalaf, não existem indícios que sustentem esta afirmação.
A reputação de al-Husseini durante a guerra foi empregada como argumento para o estabelecimento de um Estado judeu durante as deliberações na ONU em 1947. Os associados de The Nation sob Freda Kirchwey prepararam um panfleto de nove páginas com anexos para as Nações Unidas intitulado O Comitê Superior Árabe, Suas Origens, Pessoal e Propósitos . Este livreto incluía cópias de comunicações entre Haj Amin al-Husseini e nazistas de alto escalão (por exemplo, Heinrich Himmler, Franz von Papen, Joseph Goebbels), o relato do diário de al-Husseini sobre o encontro com Hitler, várias cartas a autoridades alemãs em vários países onde ele solicitou que os judeus nunca tivessem permissão para emigrar da Europa para um lar judaico na Palestina, e muitas fotografias de al-Husseini, Rashid Ali e outros políticos árabes na companhia de nazistas e seus aliados italianos e japoneses. Afirmava demonstrar que nazistas alemães e políticos palestinos (alguns dos quais solicitaram reconhecimento na ONU em 1947 como representantes da população árabe palestina) haviam se unido durante a Segunda Guerra Mundial em sua oposição ao estabelecimento de um Estado judeu na Palestina. Em maio de 1948, o governo israelense agradeceu a Kirchwey por "ter uma boa e honrosa participação em nosso sucesso", pelo menos em parte como consequência da distribuição de informações sobre al-Husseini aos representantes da ONU. 
Na véspera da partição da Palestina Obrigatória pelas Nações Unidas, o rei Abdullah, que compartilhava com os sionistas uma hostilidade ao nacionalismo palestino, firmou um acordo secreto com Golda Meir para frustrar al-Husseini e anexar parte da Palestina em troca da Jordânia abandonar sua oposição ao estabelecimento de um estado judeu. A reunião, nas palavras de Shlaim, "lançou as bases para uma partição da Palestina em linhas radicalmente diferentes daquelas eventualmente previstas pelas Nações Unidas".  A popularidade de Husseini no mundo árabe havia aumentado durante seu tempo com os nazistas, e os líderes árabes correram para saudá-lo em seu retorno, e as massas lhe deram uma recepção entusiástica, uma atitude que mudaria rapidamente após a derrota de 1948. Elpeleg escreve que "até certo ponto" Husseini foi escolhido como o "bode expiatório" para essa derrota. 

#### A guerra
Em 31 de dezembro de 1947, Macatee, o cônsul-geral americano em Jerusalém, relatou que o terror reinava na Palestina e que a partição era a causa desse terror. Segundo Macatee, os árabes palestinos não ousaram se opor a Haj Amin, mas também não se uniram em massa em torno de sua bandeira na guerra contra os sionistas. 
De seu exílio egípcio, al-Husseini usou a influência que tinha para encorajar a participação dos militares egípcios na Guerra Árabe-Israelense de 1948. Ele esteve envolvido em algumas negociações de alto nível entre líderes árabes — antes e durante a guerra — em uma reunião realizada em Damasco em fevereiro de 1948, para organizar os Comandos de Campo Palestinos e os comandantes do Exército da Guerra Santa. Hasan Salama e Abd al-Qadir al-Husayni (sobrinho de Amin al-Husseini) foram alocados ao distrito de Lida e Jerusalém, respectivamente. Essa decisão abriu caminho para minar a posição do Mufti entre os Estados Árabes. Em 9 de fevereiro de 1948, quatro dias após a reunião de Damasco, ele sofreu um severo revés na sessão do Cairo da Liga Árabe, quando suas demandas por mais autodeterminação palestina em áreas evacuadas pelos britânicos e por empréstimos financeiros foram rejeitadas.  As suas exigências incluíam a nomeação de um representante árabe palestino para o Estado-Maior da Liga, a formação de um Governo Provisório Palestino, a transferência de autoridade para os Comités Nacionais locais nas áreas evacuadas pelos Britânicos, e tanto um empréstimo para a administração palestina como uma apropriação de grandes somas para o Alto Executivo Árabe para os árabes palestinos com direito a indemnizações de guerra. 
A Liga Árabe bloqueou o recrutamento para as forças de al-Husseini,  e eles entraram em colapso após a morte de um de seus comandantes mais carismáticos, Abd al-Qadir al-Husayni, em 8 de abril de 1948.
Anwar Nusseibeh, um apoiador de al-Husseini, disse que se recusou a fornecer armas a qualquer pessoa, exceto seus apoiadores leais, e apenas recrutou apoiadores leais para as forças do Exército da Guerra Santa. Isso explica, em parte, a ausência de uma força árabe organizada e a quantidade insuficiente de armas, que atormentavam os defensores árabes de Jerusalém. 

#### Estabelecimento do Governo de Toda a Palestina
Após rumores de que o Rei Abdullah I da Transjordânia estava reabrindo as negociações bilaterais com Israel, que ele havia conduzido clandestinamente com a Agência Judaica, a Liga Árabe — liderada pelo Egito — decidiu estabelecer o Governo de Toda a Palestina em Gaza em 8 de setembro de 1948, sob a liderança nominal de al-Husseini. Avi Shlaim escreve:
| “ | A decisão de formar o Governo de Toda a Palestina em Gaza e a débil tentativa de criar forças armadas sob seu controle forneceram aos membros da Liga Árabe os meios para se livrarem da responsabilidade direta pela condução da guerra e retirarem seus exércitos da Palestina, com alguma proteção contra o clamor popular. Qualquer que fosse o futuro a longo prazo do governo árabe da Palestina, seu objetivo imediato, conforme concebido por seus patrocinadores egípcios, era fornecer um ponto focal de oposição a Abdullah e servir como instrumento para frustrar sua ambição de federar as regiões árabes com a Transjordânia. | ” |

O Governo de Toda a Palestina foi declarado em Gaza em 22 de setembro, de certa forma como uma contramedida contra a Jordânia. De acordo com Moshe Ma'oz, isso foi "uma mera ferramenta para justificar a ocupação da Faixa de Gaza pelo Cairo".  A pré-conferência da Liga Árabe obteve um acordo para que Ahmad Hilmi Pasha presidisse o governo, ao mesmo tempo em que dava a al-Husseini um papel nominal, isento de responsabilidades. Um Conselho Nacional Palestino foi convocado em Gaza em 30 de setembro de 1948, sob a presidência de Amin al-Husseini. Em 30 de setembro, al-Husseini foi eleito presidente por unanimidade, mas não tinha autoridade fora das áreas controladas pelo Egito. O conselho aprovou uma série de resoluções que culminaram em 1º de outubro de 1948 com uma declaração de independência de toda a Palestina, com Jerusalém como sua capital. 
O Governo de Toda a Palestina nasceu sob a liderança nominal de Amin al-Husseini, o Mufti de Jerusalém, nomeado como Presidente.   Ahmed Hilmi Abd al-Baqi foi nomeado Primeiro-Ministro. O gabinete de Hilmi consistia em grande parte de parentes e seguidores de Amin al-Husseini, mas também incluía representantes de outras facções da classe dominante palestina. Jamal al-Husayni tornou-se ministro das Relações Exteriores, Raja al-Husayni tornou-se ministro da Defesa, Michael Abcarius foi ministro das Finanças e Anwar Nusseibeh foi secretário do gabinete. Doze ministros no total, vivendo em diferentes países árabes, dirigiram-se a Gaza para assumir seus novos cargos. A decisão de estabelecer o Governo de Toda a Palestina tornou o Comitê Superior Árabe irrelevante.

Abdullah da Jordânia retaliou em 2 de outubro organizando um congresso palestino, que anulou a decisão tomada em Gaza. Abdullah considerou a tentativa de reviver o Exército da Guerra Santa de al-Husseini como um desafio à sua autoridade e em 3 de outubro, seu ministro da defesa ordenou que todos os corpos armados operando nas áreas controladas pela Legião Árabe fossem dissolvidos. Glubb Pasha executou a ordem implacavelmente e eficientemente.  No entanto, o Egito, que manipulou sua formação, reconheceu o Governo de Toda a Palestina em 12 de outubro, seguido pela Síria e Líbano em 13 de outubro, Arábia Saudita no dia 14 e Iêmen no dia 16. A decisão do Iraque sobre o mesmo foi feita formalmente no dia 12, mas não foi tornada pública. Tanto a Grã-Bretanha quanto os EUA apoiaram a Jordânia, os EUA dizendo que o papel de al-Husseini na Segunda Guerra Mundial não poderia ser esquecido nem perdoado.  O efeito total foi que:
| “ | A liderança de al-Hajj Amin al-Husayni e do Alto Comitê Árabe, que dominava o cenário político palestino desde a década de 1920, ficou devastada pelo desastre de 1948 e desacreditada por não ter conseguido evitá-lo. | ” |

As narrativas da nakba, segundo Hillel Cohen, tendem a ignorar a resistência aberta a al-Husseini por parte de muitos palestinos influentes. Um membro da família Darwish — ao expressar discordância com o objetivo de guerra de Husseini em favor da negociação — ouviu de al-Husseini: idha takalam al-seif, uskut ya kalam – "quando a espada fala, não há lugar para conversas".  Muitos se lembraram de sua política de assassinar mukhtars na Revolta de 1936-39 e viam al-Husseini e seus semelhantes como "uma assembleia de traidores".  A oposição de uma porcentagem relevante da sociedade palestina a al-Husseini remonta a um período anterior e também estava ligada à maneira britânica de lidar com a maioria local: "A atual administração da Palestina", lamentaram, por exemplo, os representantes da Delegação Árabe Palestina em uma carta à opinião pública britânica em 1930, "é nomeada pelo Governo de Sua Majestade e governa o país por meio de um sistema autocrático no qual a população não tem voz". 

### Exílio da Palestina

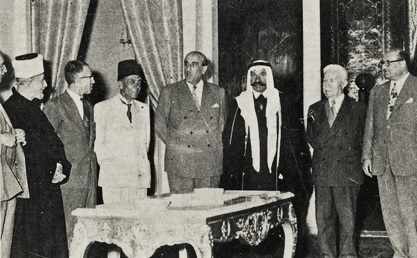
Líderes sírios e palestinos se encontram com o presidente sírio Shukri al-Quwatli no palácio presidencial, 1955. Da direita para a esquerda: Sabri al-Asali, Fares al-Khoury, Sultan Pasha al-Atrash, Quwatli, Mohamed Ali Eltaher, Nazim al-Qudsi, Amin al-Husayni e Muin al-Madi.

Embora al-Husseini tenha sido removido do Conselho Supremo Muçulmano e de outras funções administrativas pelo governo britânico em 1937, eles não o removeram do posto de mufti de Jerusalém.  Mais tarde, eles explicaram isso como devido à falta de procedimento legal ou precedente. No entanto, em 20 de dezembro de 1948, o rei Abdullah anunciou sua substituição como mufti por seu rival de longa data Husam Al-din Jarallah. 
O rei foi assassinado em 20 de julho de 1951, na véspera das negociações secretas projetadas com Israel, por um militante, Mustafa Ashu, da jihad al-muqaddas, ao entrar no Haram ash-Sharif para rezar. Não há evidências de que al-Husseini estivesse envolvido, embora Musa al-Husayni estivesse entre os seis indiciados e executados após um veredito contestado.  Abdullah foi sucedido pelo Rei Talal — que se recusou a permitir a entrada de al-Husseini em Jerusalém. O neto de Abdullah, Hussein, que estava presente no assassinato, acabou suspendendo a proibição em 1967, recebendo al-Husseini como um convidado de honra em sua residência real em Jerusalém, após erradicar a OLP da Jordânia. 
O Governo Palestino foi inteiramente transferido para o Cairo no final de outubro de 1948 e se tornou um governo no exílio, perdendo gradualmente qualquer importância. Tendo um papel no Governo de Toda a Palestina, al-Husseini também permaneceu exilado em Heliópolis, no Egito, durante grande parte da década de 1950. Como antes de 1948, quando o Yishuv acreditava que a mão do ex-Mufti poderia ser detectada "por trás de cada pogrom antijudaico, assassinato e ato de sabotagem",  Israel persistiu em afirmar que al-Husseini estava por trás de muitos ataques de fronteira de territórios jordanianos e egípcios, e o Egito expressou sua prontidão para deportá-lo se evidências surgissem para comprovar as acusações. O Governo de Toda a Palestina foi finalmente dissolvido em 1959 pelo próprio Nasser, que previa uma República Árabe Unida abrangendo Síria, Egito e Palestina. Naquele ano, ele se mudou para o Líbano. Ele recusou pedidos para emprestar seu apoio à OLP emergente após a Guerra dos Seis Dias de 1967,  se opôs à criação de um estado palestino na Cisjordânia após 1967,  e seu colaborador mais próximo, Emil Ghuri, continuou a trabalhar para a monarquia jordaniana mesmo após a Guerra Civil Jordaniana em 1970. 
Al-Husseini morreu em Beirute, em 4 de julho de 1974. Ele desejava ser enterrado no Haram ash-Sharif em Jerusalém. No entanto, Israel havia capturado Jerusalém Oriental durante a Guerra dos Seis Dias de 1967. O Conselho Supremo Muçulmano pediu permissão ao governo israelense para enterrá-lo lá, mas a permissão foi recusada. Três dias depois, al-Husseini foi enterrado em Beirute. Em dois anos, a Falange Cristã Libanesa saqueou sua vila e roubou seus arquivos e arquivos.  Sua neta se casou com Ali Hassan Salameh, o fundador do Setembro Negro da OLP, que mais tarde foi morto pelo Mossad por seu envolvimento no massacre de Munique. De acordo com Zvi Elpeleg, quase todos os vestígios de sua memória desapareceram da consciência palestina, e os palestinos não ergueram nenhum monumento em sua memória ou escreveram livros comemorando seus feitos. 

## Amin al-Husseini e o antissemitismo
As primeiras obras biográficas sobre Husseini foram caracterizadas por partidarismo extremo, com apoiadores entre seus contemporâneos árabes exibindo seu papel como figura central em uma revolta árabe que foi frustrada por conspirações britânicas e sionistas, e as histórias sionistas o difamaram como um fanático muçulmano, o principal responsável pelos desastres que se abateram sobre os palestinos em 1948.  O primeiro biógrafo de Al-Husseini, Moshe Pearlman, descreveu-o como virulentamente antissemita,  assim como, uma década e meia depois, Joseph Schechtman.  Ambos foram acusados por Philip Mattar de confiar em reportagens da imprensa e de não ter conhecimento suficiente do contexto.
Não há dúvida de que Husseini se tornou fortemente antissemita e se convenceu, usando argumentos baseados em passagens bíblicas, talmúdicas e corânicas, de que os judeus eram inimigos de Deus, envolvidos em uma conspiração global e praticando o uso ritual de sangue cristão.  Biógrafos mais recentes, como Philip Mattar e Elpeleg, escrevendo no final da década de 1980 e início da década de 1990, começaram a enfatizar seu nacionalismo.  Peter Wien julga que seu comportamento na Segunda Guerra Mundial mereceu a imagem entre os sionistas de que ele era um "vilão supremo", mas acrescenta que os líderes israelenses e sionistas há muito tempo usam isso para denegrir a resistência palestina contra a ocupação israelense como inspirada pelo nazismo desde o início e, portanto, fundamentalmente antissemita.

A opinião acadêmica está dividida sobre o assunto, com muitos estudiosos o vendo como um antissemita ferrenho  enquanto alguns negam a adequação do termo ou argumentam que ele se tornou antissemita. Robert Kiely vê Husseini como se movendo "incrementalmente em direção ao antissemitismo, à medida que se opunha às ambições judaicas na região".  O historiador Zvi Elpeleg, que anteriormente governou a Cisjordânia e a Faixa de Gaza, enquanto o reabilitava de outras acusações,  conclui seu capítulo sobre o envolvimento de al-Husseini no extermínio dos judeus da seguinte forma:
| “ | Em todo caso, não há dúvida de que o ódio de Haj Amin não se limitava ao sionismo, mas se estendia aos judeus como tal. Seus contatos frequentes e próximos com líderes do regime nazista não devem ter deixado Haj Amin qualquer dúvida quanto ao destino que aguardava os judeus cuja emigração foi impedida por seus esforços. Seus muitos comentários mostram que ele não só ficou satisfeito com o fato de os judeus terem sido impedidos de emigrar para a Palestina, como também ficou muito satisfeito com a Solução Final dos nazistas. | ” |

Walter Laqueur,  Benny Morris, Klaus-Michael Mallmann e Martin Cüppers,  cuja base probatória para as alegações em seu livro, traduzido como "Palestina nazista", foi questionada por Michael Sells como baseada em declarações seletivas de alguns escritores, tomadas ao pé da letra,  compartilham a visão de que al-Husseini era tendencioso contra os judeus, não apenas contra os sionistas. Morris, por exemplo, observa que al-Husseini viu o Holocausto como uma vingança alemã por uma suposta sabotagem judaica de seu esforço de guerra na Primeira Guerra Mundial, e disse: "Haj Amin al-Husseini era um antissemita. Isso fica claro em seus escritos. Não estou dizendo que ele era apenas um antisionista, ele odiava os judeus, 'os judeus eram maus'".  Num estudo dedicado ao papel e à utilização do Holocausto no discurso nacionalista israelita, Zertal, ao reexaminar o anti-semitismo de al-Husseini, afirma que "em proporções mais correctas, [ele deveria ser retratado] como um líder palestiniano nacionalista-religioso fanático".
Não há um veredito consensual entre os historiadores sobre o grau em que Husseini pode ter se envolvido ou sido exposto ao conhecimento do Holocausto.  Wolfgang G. Schwanitz observa que, em suas memórias, Husseini se lembrou de Himmler lhe contando como, durante a deportação de judeus holandeses, apenas judeus aceitaram a oferta de pagamento em troca de informações sobre aqueles que tentavam escapar de serem capturados pelos nazistas. Ele também registrou que Himmler lhe disse o quão chocado ficou ao observar kapos judeus abusando de outros judeus e que Himmler alegou que puniu os culpados. Dessa forma, argumentou-se, ele imitou os nazistas que os estavam destruindo, retratando implicitamente os judeus como moralmente inferiores. Husseini também afirma em suas memórias que visitou o Instituto de Estudos do Judaísmo de Alfred Rosenberg, que não conseguiu encontrar nenhuma maneira de civilizar o povo judeu. 

## Avaliações da importância histórica de Husseini
Edward Said descreveu al-Husseini como o "líder nacional da Palestina", que, como parte do Comitê Superior Árabe, "representava o consenso nacional árabe palestino, tinha o apoio dos partidos políticos palestinos que funcionavam na Palestina e era reconhecido de alguma forma pelos governos árabes como a voz do povo palestino". 
Philip Mattar afirma que a causa principal por trás da desapropriação dos palestinos reside na Declaração de Balfour, nas políticas britânicas e na superioridade militar combinada das forças do Yishuv e do exército mandatário. A moderação inicial de Husseini e a sua posterior incapacidade de chegar a um acordo foram fatores contributivos, mas não decisivos.  Zvi Elpeleg, por outro lado, compara-o a Chaim Weizmann, David Ben-Gurion e até mesmo a Theodor Herzl.
Robert Fisk, discutindo as dificuldades de descrever a vida de al-Husseini e suas motivações, resumiu o problema da seguinte maneira:
| “ | Mesmo discutir sua vida é se deixar levar pela guerra de propaganda árabe-israelense. Fazer uma avaliação imparcial da carreira do homem — ou, nesse caso, uma história imparcial da disputa árabe-israelense — é como tentar andar de bicicleta ao mesmo tempo. | ” |

Peter Novick argumentou que a representação historiográfica de al-Husseini no pós-guerra refletiu interesses geopolíticos complexos que distorceram o registro.
| “ | As alegações de cumplicidade palestina no assassinato dos judeus europeus foram, em certa medida, uma estratégia defensiva, uma resposta preventiva à queixa palestina de que, se Israel fosse recompensado pelo Holocausto, seria injusto que os muçulmanos palestinos pagassem a conta pelos crimes dos cristãos europeus. A afirmação de que os palestinos foram cúmplices do Holocausto baseou-se principalmente no caso do Mufti de Jerusalém, um líder nacionalista palestino anterior à Segunda Guerra Mundial que, para escapar da prisão britânica, buscou refúgio na Alemanha durante a guerra. O Mufti era, em muitos aspectos, um personagem de má reputação, mas as alegações do pós-guerra de que ele desempenhou qualquer papel significativo no Holocausto nunca foram sustentadas. Isso não impediu os editores da "Enciclopédia do Holocausto", em quatro volumes, de lhe darem um papel de destaque. O artigo sobre o Mufti é mais que o dobro do tamanho dos artigos sobre Goebbels e Göring, mais longo do que os artigos sobre Himmler e Heydrich combinados, mais longo do que o artigo sobre Eichmann — de todos os artigos biográficos, ele é excedido em tamanho, mas apenas ligeiramente, pela entrada sobre Hitler. | ” |

Em outubro de 2015, o primeiro-ministro israelense Benjamin Netanyahu afirmou que Hitler na época não estava pensando em exterminar os judeus, mas apenas em expulsá-los, e que foi al-Husseini quem inspirou Hitler a embarcar em um programa de genocídio para impedi-los de vir para a Palestina.  As observações de Netanyahu foram amplamente criticadas e rejeitadas por estudiosos do Holocausto de Israel e da Alemanha.    Christopher Browning chamou a alegação de uma "tentativa flagrantemente mentirosa de explorar o Holocausto politicamente", "vergonhosa e indecente", bem como fraudulenta, com o objetivo de estigmatizar e deslegitimar "qualquer simpatia ou preocupação com os direitos e a condição de Estado palestinos". A transcrição oficial alemã da reunião com Hitler não contém nenhum suporte para a afirmação de Netanyahu. 
Em 1947, Simon Wiesenthal alegou que Eichmann acompanhou Husseini em uma viagem de inspeção a Auschwitz e Majdanek, e que al-Husseini elogiou os trabalhadores mais esforçados dos crematórios. Sua alegação não tinha fonte.  A acusação foi reciclada com mais cor por Quentin Reynolds, infundada em qualquer evidência, na época do julgamento de Adolf Eichmann.  Várias fontes alegaram repetidamente que ele visitou outros campos de concentração, e também os campos de extermínio de Auschwitz, Majdanek, Treblinka e Mauthausen, mas de acordo com Höpp há pouca evidência documental conclusiva para comprovar essas outras visitas. 
Gilbert Achcar resume a importância de al-Husseini:
| “ | É preciso notar, de passagem, que as memórias de Amin al-Husseini são um antídoto contra a negação do Holocausto: ele sabia que o genocídio havia ocorrido e se gabava de tê-lo perfeitamente a par desde 1943. Acredito que ele seja um arquiteto da Nakba (a derrota de 1948 e a partida de centenas de milhares de palestinos que haviam sido expulsos de suas terras) no sentido de que ele tem uma parcela de responsabilidade pelo que aconteceu ao povo palestino. | ” |

Dani Dayan, que se tornou presidente do Yad Vashem em 2021, disse ao Haaretz que resistiu a "ataques violentos" ao se recusar a exibir a fotografia de al-Husseini encontrando Hitler. Ele disse: "Aqueles que querem que eu a exiba não estão realmente interessados na participação do Mufti no Holocausto, que foi limitada de qualquer forma, mas buscam prejudicar a imagem dos palestinos hoje. O Mufti era um antissemita. Mas mesmo que eu o abomine, não transformarei o Yad Vashem em uma ferramenta a serviço de fins não diretamente relacionados ao estudo e à memorialização do Holocausto. Hasbara, para usar um termo, é uma consideração totalmente irrelevante que não entrará em nossos portões." 

## Obras
- As Causas da Catástrofe da Palestina (1948, em árabe). Asbab Karithat Filastin, أسباب كارثة فلسطين.
- A Mentira da Venda de Terras pelos Palestinos (1954, em árabe, uma carta de resposta publicada do Egito). Kidhbat Bay‘ al-Filastiniyin li-’Ardihim, كذبة بيع الفلسطينيين لأرضهم.
- Fatos Sobre a Questão Palestina (1954, em árabe, Cairo). Haqaiq 'an Qadiyat Filastin, حقائق عن قضية فلسطين.
- As Memórias de Amin al-Husseini, abrangendo o período de 1937 a 1948. (Publicado pela primeira vez em 1975 em árabe, republicado na Síria como um livro completo em 1999. Originalmente publicado progressivamente como artigos mensais na Palestine Magazine entre 1967 e 1975 ao longo de 75 episódios).